# Maria na arte

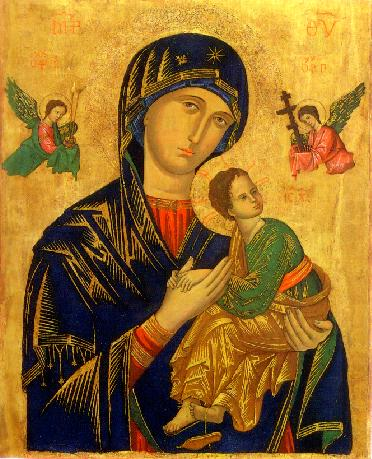
Nossa Senhora do Perpétuo Socorro, ícone da Escola Cretense, em Roma, do século XV. Arcanjo Miguel e Arcanjo Gabriel também são retratados

A Virgem Maria tem sido um dos principais temas da arte ocidental por séculos. Há uma enorme quantidade de arte mariana na Igreja Católica, abrangendo tanto assuntos devocionais como a Virgem e a Criança quanto uma variedade de assuntos narrativos da vida da Virgem, muitas vezes organizados em ciclos. A maioria dos pintores medievais, e desde a Reforma até cerca de 1800, a maioria dos países católicos, produziram obras, incluindo mestres como Michelangelo e Botticelli. Por isto, fazer um resumo, e uma dissertação breve, das produções artísticas sobre este personagem na História da Arte é um desafio para qualquer historiador, e uma tarefa extremamente difícil em virtude da imensidão de representações artísticas que a tomaram como tema.
A arte cristã, diz um historiador, é uma expressão da relação do homem com Deus, portanto, centra-se necessariamente na visível manifestação de Deus na pessoa do seu Filho, Jesus Cristo, e em Maria, como o elo humano entre Deus, que é um Espírito, e a natureza humana que Ele assumiu, segundo a Teologia Cristã. Em um caminho que nenhum outro ser humano percorreu, continua este historiador, dentro desta perspectiva, a figura da Virgem Maria tem um destaque todo especial, a ponto de, na Igreja Católica, por exemplo, ser objeto de um culto especial, chamado Hiperdulia. Este destaque refletiu-se na arte.
As formas de arte marianas fazem parte do tecido da cultura mariana católica através do seu impacto emocional na sua veneração. Imagens como a Nossa Senhora de Guadalupe e as muitas representações artísticas dela como estátuas não são simplesmente obras de arte, mas são um elemento central da vida diária do povo mexicano, por exemplo. Tanto Hidalgo quanto Zapata exibiram bandeiras guadalupanas e representações da Virgem de Guadalupe. E continuam a ser um elemento unificador chave na nação mexicana. O estudo de Maria através do campo da Mariologia, está, assim, intrinsecamente entrelaçada com a arte mariana.
O corpo de ensinamentos que constituem a Mariologia Católica consiste em quatro dogmas marianos básicos: Virgindade Perpétua, Mãe de Deus, Imaculada Conceição e Assunção ao Céu, derivados das Escrituras bíblicas, dos escritos dos Padres da Igreja e da tradições da Igreja.

## Arte, Teologia e Espiritualidade

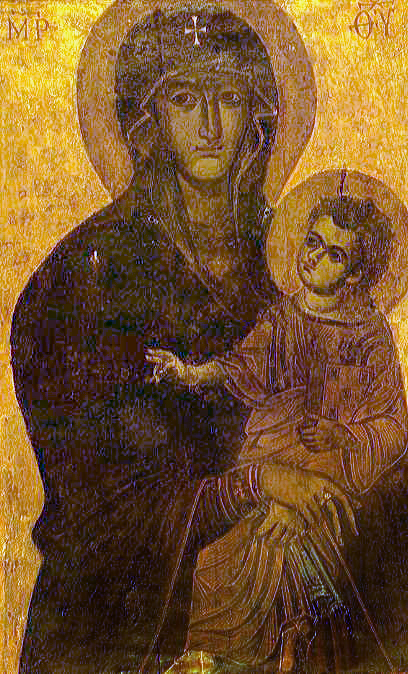
Salus Populi Romani, um ícone popular em Roma.

A arte tem sido um elemento integral da identidade católica desde a Antiguidade Tardia. O catolicismo medieval valorizava relíquias e peregrinações para visitá-las e era comum que Igrejas e obras de arte específicas fossem encomendadas para honrar os santos, e a Virgem Maria sempre foi vista como a intercessora mais poderosa entre todos os santos - e suas representações eram objeto de veneração entre os católicos em todo o mundo.
A Mariologia Católica não consiste simplesmente em um conjunto de escritos teológicos, mas também depende do impacto emocional da arte, música e arquitetura. A música mariana católica e as igrejas marianas católicas interagem com a arte mariana como componentes-chave da Mariologia. Por exemplo, a construção de grandes igrejas marianas dá origem a grandes obras de arte para a decoração das igrejas.
No século XVI, o Discurso sobre Imagens Sagradas e Profanas de Gabriele Paleotti ficou conhecido como o Catecismo das imagens para os católicos, uma vez que estabeleceu conceitos-chave para o uso de imagens como forma de instrução religiosa e doutrinação por meio da pregação silenciosa. A abordagem de Paleotti foi implementada por seu poderoso contemporâneo, São Carlos Borromeu, e seu foco na transformação da vida cristã por meio da visão e nas regras não verbais da linguagem. A abordagem de Paleotti foi implementada por este poderoso contemporâneo Carlos Borromeu e seu foco na transformação da vida cristã através da visão e nas regras não verbais da linguagem que moldaram as reinterpretacões católicas da Virgem Maria nos séculos XVI e XVII e promoveram devoções marianas como o Santo Rosário.
A interação da arte, cultura e igrejas marianas é exemplificada pela Salus Populi Romani, um ícone mariano importante em Roma na Basílica de Santa Maria Maior, a igreja mariana mais antiga de Roma. A prática de coroar as imagens de Maria começou em Santa Maria Maior em Roma pelo Papa Clemente VIII no século XVII. Em 1899, Eugenio Pacelli (mais tarde Papa Pio XII) celebrou sua primeira missa em frente a ela na Basílica de Santa Maria Maior. Cinquenta anos depois, ele coroou fisicamente esta imagem como parte do primeiro ano mariano na história da Igreja, quando proclamou o Reinado de Maria. A imagem foi levada de Santa Maria Maggiore ao redor de Roma como parte da celebração do ano mariano e da proclamação do Reinado de Maria.
Outro exemplo é Nossa Senhora do Perpétuo Socorro. Católicos, há séculos, oram diante deste ícone, geralmente em reproduções, para interceder em seu nome a Cristo. Ao longo dos séculos, várias igrejas dedicadas a Nossa Senhora do Perpétuo Socorro foram construídas. O Papa João Paulo II celebrou a missa no Santuário Nacional de Nossa Senhora do Perpétuo Socorro nas Filipinas, onde a devoção é muito popular e muitas igrejas católicas realizam uma novena e missa em homenagem a ela todas as quartas-feiras usando uma réplica do ícone, que também é amplamente exibido em casas, ônibus e transporte público nas Filipinas.
Devoções à imagem se espalharam das Filipinas para os Estados Unidos e continuam populares entre os asiático-americanos na Califórnia. Até recentemente, em 1992, a música A Senhora que Veste Azul e Ouro que foi composta na Califórnia e depois apresentada na Igreja de Santo Afonso de Ligório em Roma, onde a imagem reside, ilustra como uma obra de arte medieval pode dar origem a dias de festa, catedrais e música mariana.
O uso da arte mariana pelos católicos em todo o mundo acompanha formas específicas de devoção e espiritualidade mariana. São generalizadas as réplicas da estátua de Nossa Senhora de Lourdes onde enfatizam-se as devoções à Imaculada Conceição e ao Rosário, ambos relatados nas mensagens de Lourdes. Para os católicos, as distintas estátuas azuis e brancas de Lourdes são lembretes da ênfase de Lourdes nas devoções do Rosário. E as milhões de peregrinações à Basílica de Nossa Senhora de Lourdes mostram como as igrejas, devoções e arte se entrelaçam na cultura católica. O Rosário continua sendo a oração de escolha entre os católicos que visitam Lourdes ou veneram as estátuas de Lourdes em todo o mundo.
Historicamente, a arte mariana não impactou apenas a imagem de Maria entre os católicos, mas a de Jesus. A antiga "imagem de Kyrios" de Jesus como "o Senhor e Mestre" foi especialmente enfatizada nas Epístolas Paulinas. As representações do século XIII da Natividade de Jesus na arte e o desenvolvimento franciscano de uma imagem terna de Jesus por meio da construção de cenas de Natal mudaram essa percepção e foram instrumentais na representação de uma imagem mais suave de Jesus que contrastava com a imagem poderosa e radiante na Transfiguração. A ênfase na humildade de Jesus e na pobreza de seu nascimento retratada na arte da Natividade reforçou a imagem de Deus não tão severo e punitivo, mas ele mesmo humilde no nascimento e sacrificado na morte. Com as alegrias ternas da Natividade foram adicionadas à agonia da Crucificação (como retratado em cenas como Stabat Mater), uma nova gama de emoções religiosas aprovadas foi introduzida por meio da arte mariana, com amplos impactos culturais por séculos depois.
A disseminação das devoções à Virgem da Misericórdia é outro exemplo da mistura de arte e devoções entre os católicos. No século XII, a Abadia de Cîteaux, na França, usou o motivo do manto protetor da Virgem Maria, que protegia os abades e abadessas ajoelhados. No século XIII, Cesáreo de Heisterbach também estava ciente desse motivo, o que eventualmente levou à iconografia da Virgem da Misericórdia e a um aumento do foco no conceito de proteção mariana.
No início do século XVI, as representações da Virgem da Misericórdia estavam entre os itens artísticos preferidos nas casas da região de Paris. No século XVIII, Santo Afonso de Ligório atribuiu sua própria recuperação quase milagrosa a uma estátua da Virgem da Misericórdia trazida para seu leito
Na sua Carta Apostólica Archicoenobium Casinense em 1913, o Papa Pio X ecoou o mesmo sentimento em relação à mistura de arte, música e religião, comparando os esforços artísticos dos monges beneditinos da Escola de Arte de Beuron (que anteriormente haviam produzido a série Vida da Virgem), com o renascimento do canto gregoriano pelos beneditinos da Abadia de Solesmes e escreveu: ¨juntamente com a música sacra, esta arte prova ser um poderoso auxílio à liturgia¨.

## Diversidade da arte mariana
A arte mariana católica expressou uma ampla gama de tópicos teológicos relacionados a Maria, muitas vezes de maneiras que estão longe de serem óbvias, e cujo significado só pode ser recuperado por meio de análise acadêmica detalhada. Livros inteiros, teses acadêmicas ou trabalhos acadêmicos extensos foram escritos sobre vários aspectos da arte mariana em geral e sobre tópicos específicos, como a Nossa Senhora de San Juan de los Lagos, a Virgem da Misericórdia, a Virgem de Ocotlán ou o Hortus conclusus e suas implicações doutrinárias.
Algumas das principais matérias marianas incluem:
Vida da Virgem, o termo de grupo para assuntos narrativos, tais como:
- Anunciação
- Natividade de Jesus na arte
- Adoração dos Magos
- Adoração dos pastores
- Jesus se despedindo de sua mãe
- Pietà
- Assunção da Virgem Maria na arte
- Coroação da Virgem

Outros incluem também:
- Madonna (arte), incluindo a Madonna e a Criança e variações como Madonna da humildade e Virgem da Misericórdia
- Stabat Mater (arte)
- Árvore de Jessé
- Sagrada Família

## Primeiras Venerações e Representações

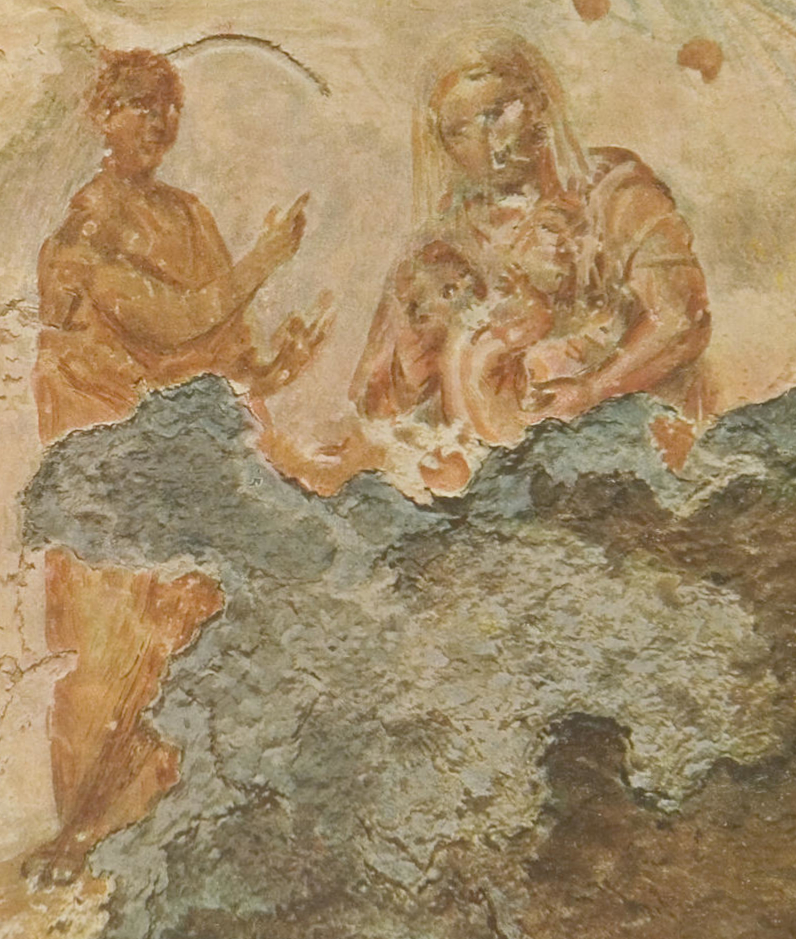
Afresco representando a Virgem Maria - Catacumba de Priscila - século III

As primeiras manifestações de veneração à Virgem Maria estão documentadas nas Catacumbas de Roma. Nas pinturas das catacumbas, Maria é mostrada com Jesus. Mais incomum e indicando o local de sepultamento de São Pedro, foi o fato de que escavações na cripta de São Pedro descobriram um afresco muito antigo de Maria junto com São Pedro . As catacumbas romanas de Priscilla contêm as mais antigas pinturas marianas conhecidas, datadas do meio do segundo século, depois de Cristo. Em uma delas, Maria é mostrada com o bebê Jesus em seu colo. A catacumba de Priscilla também inclui o afresco mais antigo conhecido da Anunciação, datado do século IV.
.
Após o Édito de Milão, em 313, os cristãos foram autorizados a adorar e construir igrejas abertamente. O generoso e sistemático patrocínio do imperador romano Constantino I mudou a sorte da Igreja e resultou em desenvolvimento arquitetônico e artístico. A veneração de Maria tornou-se pública e a arte mariana floresceu. Algumas das primeiras igrejas marianas em Roma datam do século V, como Santa Maria in Trastevere, Santa Maria Antiqua e Santa Maria Maggiore, e essas igrejas foram decoradas com obras de arte significativas ao longo dos séculos. A interação da arte mariana e da construção da igreja influenciou o desenvolvimento da arte mariana.
Desde então, a Virgem Maria tornou-se um dos principais temas da arte ocidental. Mestres como Michelangelo, Botticelli, Leonardo da Vinci, Giotto, Duccio e outros produziram obras-primas com temas marianos.

## Mãe de Deus

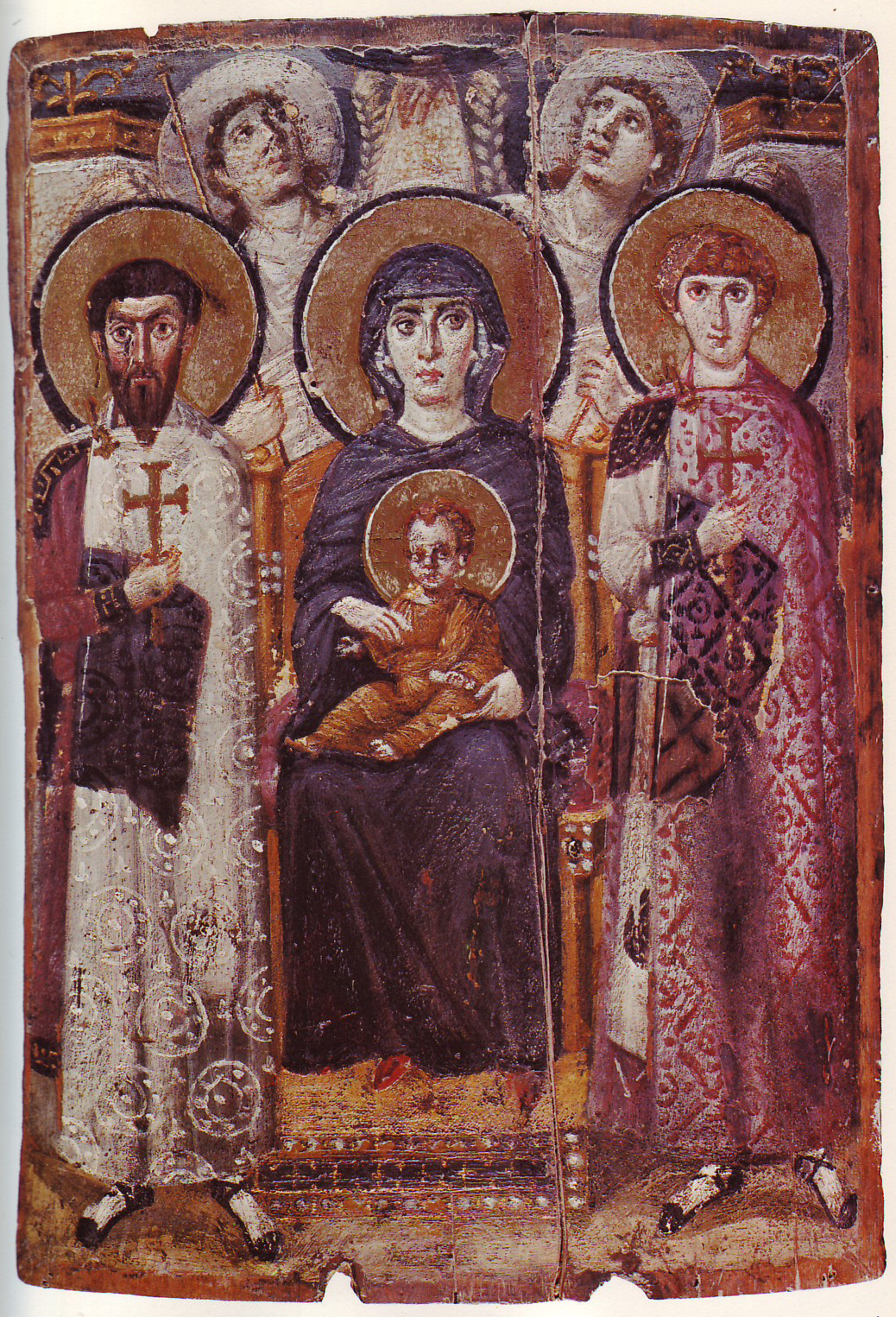
Ícone da Virgem Maria e seu Filho entronados e representados junto com os santos George, Teodoro de Amásia e anjos; século VI, Mosteiro de Santa Catarina.

O status de Maria como Mãe de Deus não foi esclarecido nos Evangelhos e nas Epístolas Paulinas, mas as implicações teológicas disso foram definidas e confirmadas pelo Concílio de Éfeso (431). Diferentes aspectos da posição de Maria como mãe foram o tema de um grande número de obras de arte católicas.
Houve uma grande expansão do culto a Maria após o Concílio de Éfeso, em 431, quando seu status como Theotokos foi confirmado; isso havia sido objeto de alguma controvérsia até então, embora principalmente por razões relacionadas a argumentos sobre a natureza de Cristo. Em mosaicos em Santa Maria Maggiore em Roma, datados de 432 a 40, logo após o concílio, ela ainda não é mostrada com um halo, e também não é mostrada em cenas de Natal nesta data, embora seja incluída na Adoração dos Magos
.
Até o próximo século, a icônica representação da Virgem entronizada carregando o Cristo infantil foi estabelecida, como no exemplo do único grupo de ícones sobreviventes deste período, no Mosteiro de Santa Catarina, no Egito. Esse tipo de representação, com diferenças de ênfase sutilmente alteradas, permaneceu a base das representações de Maria até os dias atuais. A imagem no Monte Sinai consegue combinar dois aspectos de Maria descritos no Magnificat, sua humildade e sua exaltação acima dos outros humanos.
Neste período, a iconografia da Natividade estava tomando a forma, centrada em Maria, que manteve até os dias atuais na Ortodoxia Oriental, e na qual as representações ocidentais permaneceram baseadas até a Alta Idade Média. Cenas narrativas adicionais para os ciclos bizantinos sobre a vida da Virgem estavam sendo desenvolvidas, contando com fontes apócrifas para preencher sua vida antes da Anunciação a Maria. Nessa época, o colapso político e econômico do Império Romano Ocidental significava que a igreja ocidental, latina, não conseguia competir no desenvolvimento de uma iconografia tão sofisticada e dependia muito dos desenvolvimentos bizantinos.
A imagem mais antiga sobrevivente em uma iluminura no ocidente da Madonna e da Criança vem do Livro de Kells de cerca de 800 e, embora magnificamente decorado no estilo da arte insular, o desenho das figuras só pode ser descrito como bastante grosseiro em comparação com o trabalho bizantino da época. Isso foi de fato uma inclusão incomum em um livro do Evangelho, e imagens da Virgem foram lentas em aparecer em grande número na arte do manuscrito até que o livro de horas foi criado no século XIII.

### Natividade de Jesus
A Natividade de Jesus tem sido um tema importante da arte cristã desde o início do século IV e foi retratada em muitas mídias diferentes, tanto pictóricas quanto esculturais. As formas pictóricas incluem murais, pinturas em painel, iluminuras de manuscritos, vitrais e pinturas a óleo. As primeiras representações da própria Natividade são muito simples, mostrando apenas o bebê, firmemente envolvido, deitado perto do chão em uma manjedoura ou cesta de vime.
Uma nova forma da imagem, que das raras versões antigas parece ter sido formulada na Palestina do século VI, foi estabelecer a forma essencial das imagens ortodoxas orientais até os dias atuais. O cenário agora é uma caverna - ou melhor, a Caverna da Natividade em Belém, já sob a Basílica da Natividade, e bem estabelecida como um lugar de peregrinação, com a aprovação da Igreja.
Os artistas ocidentais adotaram muitos dos elementos iconográficos bizantinos, mas preferiram o estábulo bíblico à caverna, embora a versão da Maestà de Duccio, influenciada pelo bizantino, tente ter ambos. Durante o período gótico, no Norte mais cedo do que na Itália, a proximidade crescente entre mãe e filho se desenvolve, e Maria começa a segurar seu bebê, ou ele olha para ela. A amamentação é muito incomum, mas às vezes é mostrada.
A imagem na Europa do Norte da Idade Média foi frequentemente influenciada pela visão da Natividade de Santa Brígida da Suécia (1303-1373), uma mística muito popular. Pouco antes de sua morte, ela descreveu uma visão do menino Jesus deitado no chão e emitindo luz.
Desde o século XV em diante, a Adoração dos Reis Magos se converteu cada vez mais em uma das representações mais comuns do que a Natividade propriamente dita. A partir do século XVI, as ¨Natividades¨ simples, com somente a Sagrada Família, se convertem em uma clara minoria, embora Caravaggio tenha liderado um retorno a um tratamento mais realista da Adoração dos Pastores.
O caráter perpétuo da virgindade de Maria, ou seja, que ela era virgem durante toda a sua vida e não apenas na concepção virginal de Jesus Cristo na Anunciação (que ela era virgem antes, durante e depois de dar à luz a ele) é aludido em algumas formas de arte da Natividade.

### Madona
A representação da Madona tem raízes em tradições pictóricas e escultóricas antigas que informaram as primeiras comunidades cristãs em toda a Europa, Norte da África e Oriente Médio. Importantes para a tradição italiana são os ícones bizantinos, especialmente aqueles criados em Constantinopla (Istambul), a capital da mais longa e duradoura civilização medieval cujos ícones, como o Hodegetria, participaram da vida cívica e foram celebrados por suas propriedades miraculosas.
As representações ocidentais permaneceram fortemente dependentes dos tipos bizantinos até pelo menos o século XIII. No final da Idade Média, a escola cretense, sob o domínio veneziano, foi a fonte de um grande número de ícones exportados para o Ocidente, e os artistas lá podiam adaptar seu estilo à iconografia ocidental quando necessário.
No período românico, estátuas independentes, tipicamente com cerca de metade do tamanho natural, da Madona e do Menino entronizados foram um desenvolvimento ocidental original, uma vez que a escultura monumental era proibida pela Ortodoxia. A Madona Dourada de Essen, de c 980, é uma das primeiras dessas, feita de ouro aplicado a um núcleo de madeira, e ainda é objeto de considerável veneração local, assim como a Virgem de Montserrat do século XII na Catalunha, um tratamento mais desenvolvido.
Com o crescimento da pintura monumental em painéis na Itália durante os séculos XII e XIII, este tipo foi frequentemente pintado com a imagem da Madona ganhando destaque fora de Roma, especialmente em toda a Toscana. Embora membros das ordens mendicantes das Ordens Franciscana e Dominicana sejam alguns dos primeiros a encomendar painéis representando este assunto, tais obras rapidamente se tornaram populares em mosteiros, igrejas paroquiais e, posteriormente, em casas. Algumas imagens de Nossa Senhora foram pagas por organizações leigas chamadas confrarias, que se reuniam para cantar louvores à Virgem em capelas encontradas dentro das igrejas espaçosas e recém-reconstruídas que às vezes eram dedicadas a ela.

#### Algumas Madonas Célebres
Uma série de pinturas e estátuas de Madona reuniram seguidores como importantes ícones religiosos e obras de arte notáveis em várias regiões do mundo.
Algumas Madonas são conhecidas por um nome geral e conceito renderizado ou retratado por vários artistas. Por exemplo, Nossa Senhora das Dores é a padroeira de vários países, como Eslováquia e Filipinas. É representada como a Virgem Maria ferida por sete espadas em seu coração, uma referência à profecia de Simeão na Apresentação de Jesus Nossa Senhora das Dores, Rainha da Polônia localizada no Santuário de Nossa Senhora de Licheń (a maior igreja da Polônia) é um ícone importante neste país. O termo Nossa Senhora das Dores também é usado em outros contextos, sem uma Madona, por exemplo, para as aparições de Nossa Senhora de Kibeho.
Algumas Madonas se tornaram objeto de devoção generalizada, e os santuários marianos dedicados a elas atraem milhões de peregrinos por ano. Um exemplo é Nossa Senhora Aparecida, no Brasil, cujo santuário é superado em tamanho apenas pela Basílica de São Pedro no Vaticano, e recebe mais peregrinos por ano do que qualquer outra igreja mariana católica no mundo.

##### América Latina
Há uma rica tradição de construir estátuas da Madona na América do Sul, uma amostra das quais é mostrada na seção de galerias deste artigo. A tradição sul-americana de arte mariana remonta ao século XVI, com a Virgem de Copacabana ganhando fama em 1582. Alguns exemplos dignos de nota são:
- Nossa Senhora de San Juan de los Lagos, venerada no santuário localizado na cidade de San Juan dos Lagos, no estado de Jalisco, da qual é padroeira. É o segundo local de maior peregrinação religiosa do México, só superado por Nossa Senhora de Guadalupe, na Cidade do México;
- Nossa Senhora de Ocotlán, venerada em Ocotlán no estado de Tlaxcala, México, a qual é considerada patrona de Tlaxcala e do estado Puebla;
- Nossa Senhora dos Navegantes, que é uma Madona muito venerada no Brasil. A devoção começou pelos navegadores portugueses do século XV, rezando por um retorno seguro às suas casas e depois se espalhou por todo o país.

Imagens e devoções a Madonas como Nossa Senhora de San Juan de los Lagos se espalharam do México para os Estados Unidos.

##### Itália e Espanha

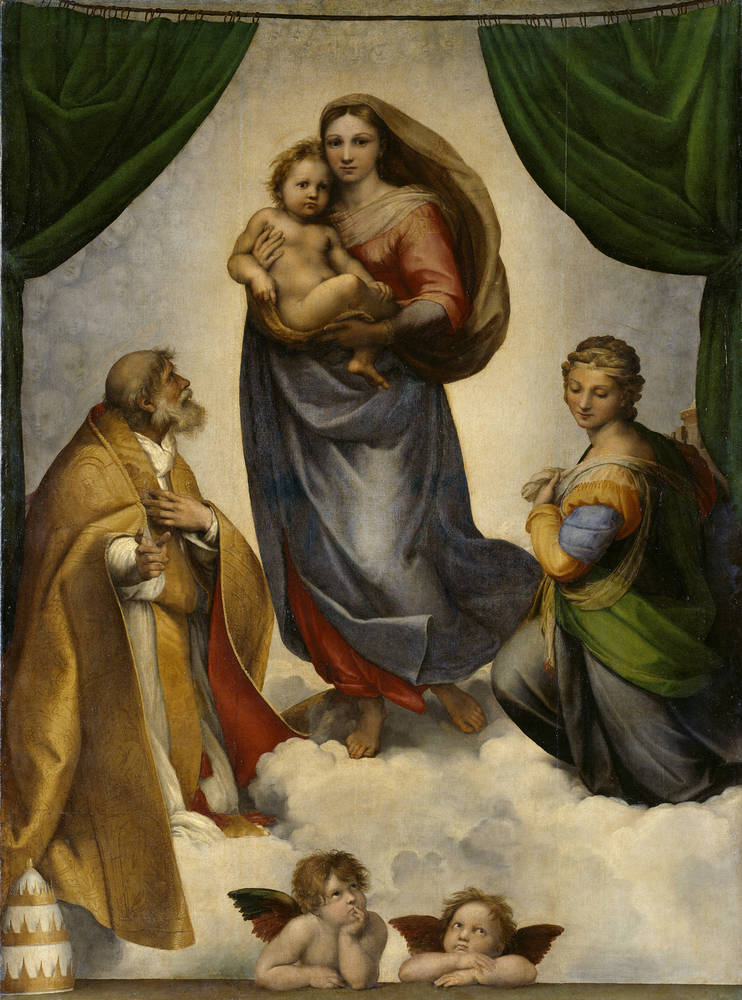
Madona Sistina, Rafael 1513

- A Madona da Humildade de Domenico di Bartolo, 1433, é considerada uma das imagens devocionais mais inovadoras do início da Renascença[52].
- A Madona Sistina de Rafael, pintura, originalmente encomendada para a igreja de São Sisto (Piacenza), e que agora está na Gemäldegalerie Alte Meister em Dresden (Alemanha), é considerada um exemplo chave da arte do Alto Renascimento.
- Nossa Senhora do Bom Caminho na Igreja de Jesus em Roma é um ícone histórico e padroeira dos Jesuítas.
- A estátua da Madona no altar da Catedral de Milão é um exemplo notável da arte mariana barroca.
- A Dolorosa Madonna de Murillo, em Sevilha, Espanha, é um exemplo-chave de uma Virgem Maria sofredora.
- Nossa Senhora do Pilar, na Espanha, é uma estátua altamente venerada baseada em uma visão lendária de São Tiago.
- A Virgem de Montserrat no Mosteiro de Montserrat, na Espanha, é uma estátua altamente venerada e a padroeira da Catalunha.

##### Europa Central e do Norte
- A Nossa Senhora de Częstochowa é a relíquia mais sagrada da Polônia e um dos símbolos nacionais do país.
- Lucca Madonna, do pintor holandês Jan van Eyck, no Städel, em Frankfurt, é um bom exemplo de iconografia onde a Virgem Maria é retratada como o Sede da Sabedoria, com Jesus sentado em seu colo.
- A estátua de Michelangelo da Virgem Maria e um Jesus em pé conhecido como a Madona de Bruges na Igreja de Nossa Senhora, Bruges, Bélgica compartilha algumas semelhanças com sua Pietà que foi concluída algum tempo antes.
- O Refugium Peccatorum Madonna de 1898 do artista italiano Luigi Crosio tem reunido um número significativo de seguidores populares na Europa Central e desde então tem sido chamado de Mãe Três Vezes Admirável , como um símbolo do Movimento de Schoenstatt[53][54][55].

### Maria na Vida de Cristo

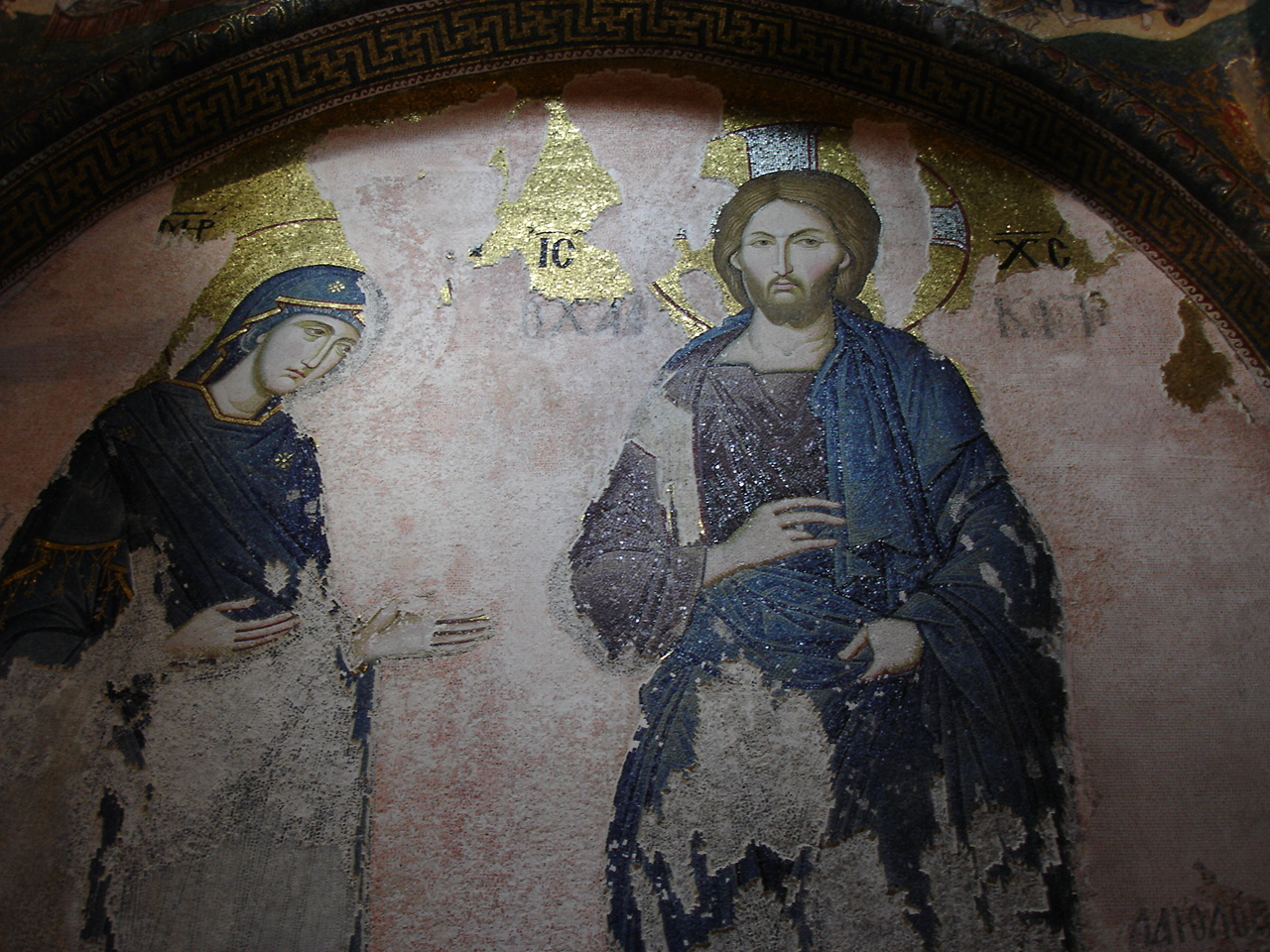
Cristo e Maria, mosaico, Igreja de São Salvador em Cora, XVI século16th

As cenas de Maria e Jesus juntas se dividem em dois grupos principais: as com um menino Jesus e as do último período de sua vida. Após os episódios da Natividade, há uma série de outras cenas narrativas de Maria e o menino Jesus juntos, que são frequentemente retratadas: a Circuncisão de Jesus, Apresentação de Jesus no Templo, Fuga para o Egito e cenas menos específicas de Maria e Jesus com seu primo João Batista, às vezes com a mãe de João, Isabel. A Virgem das Rochas, de Leonardo da Vinci, é um exemplo famoso. As reuniões de toda a família extensa de Jesus formam um assunto conhecido como o Santo Parentesco, popular no Renascimento do Norte. Maria aparece no pano de fundo do único incidente nos Evangelhos da infância posterior de Jesus entre os doutores.

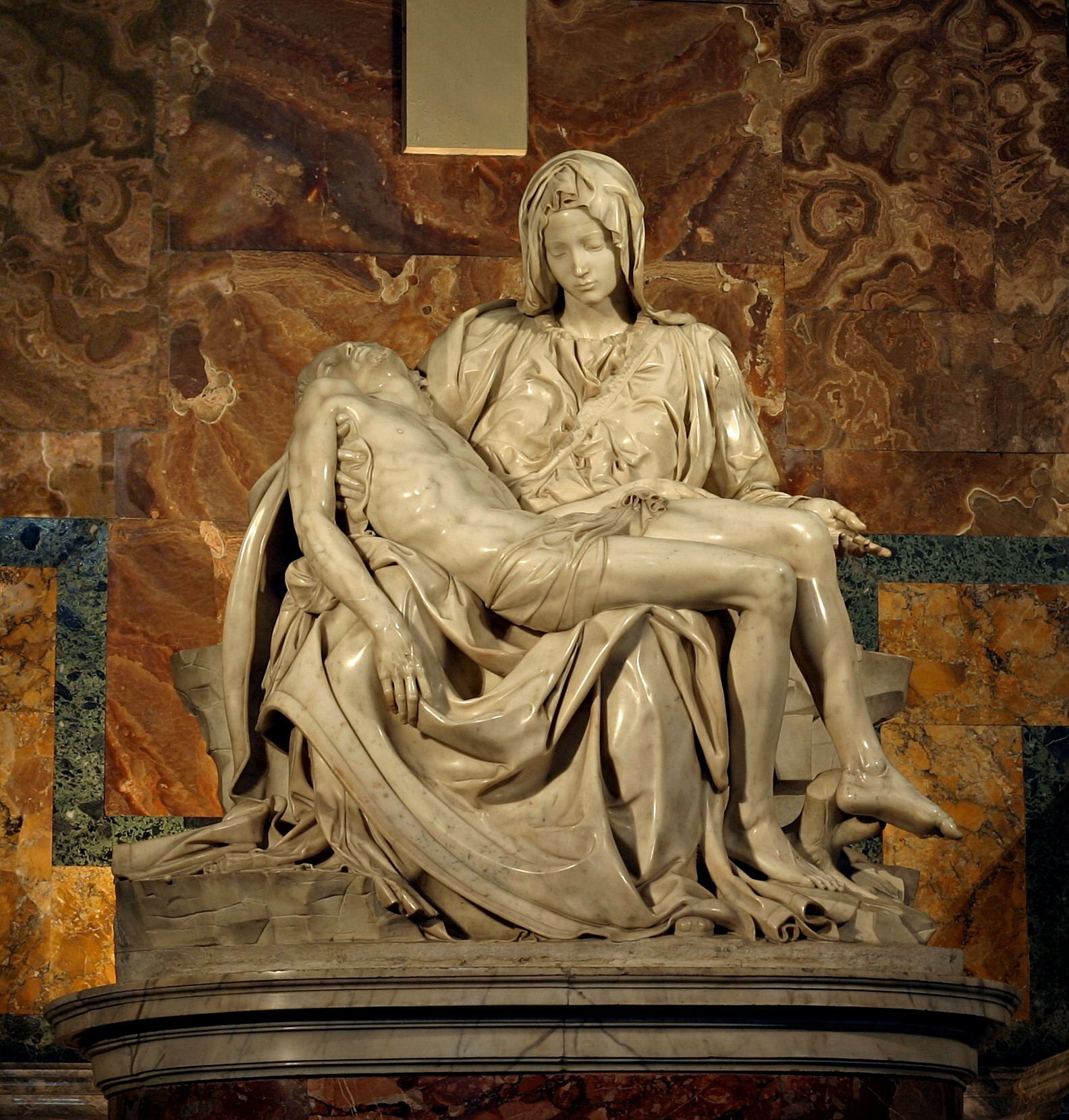
Michelangelo, Pietà, 1498

Maria geralmente está ausente das cenas do período da vida de Cristo entre o seu Batismo e sua Paixão, exceto as Bodas de Caná, nestas representações.  Um tema não bíblico de Jesus se despedindo de sua mãe (antes de ir para Jerusalém no início de sua Paixão) foi frequentemente pintado na Alemanha do século 15 e início do século 16.
Maria é colocada na Crucificação de Jesus pelos Evangelhos, e é quase invariavelmente mostrada, com São João Evangelista, nas obras de arte, além de muitas vezes ser mostrada no fundo de cenas anteriores da Paixão de Cristo.
A cruz comum nas igrejas ocidentais medievais tinha estátuas de Maria e João flanqueando um crucifixo central.  Maria é mostrada como presente na Deposição de Cristo e em seu sepultamento; no final da Idade Média, a Pietà surgiu na Alemanha como um assunto separado, especialmente na escultura. Maria também está incluída, embora isso não seja mencionado em nenhum dos relatos das escrituras, em representações da Ascensão de Jesus.  Depois da Ascensão, ela é a figura central nas representações de Pentecostes, que é sua última aparição nos Evangelhos.

## Virgindade Perpétua de Maria

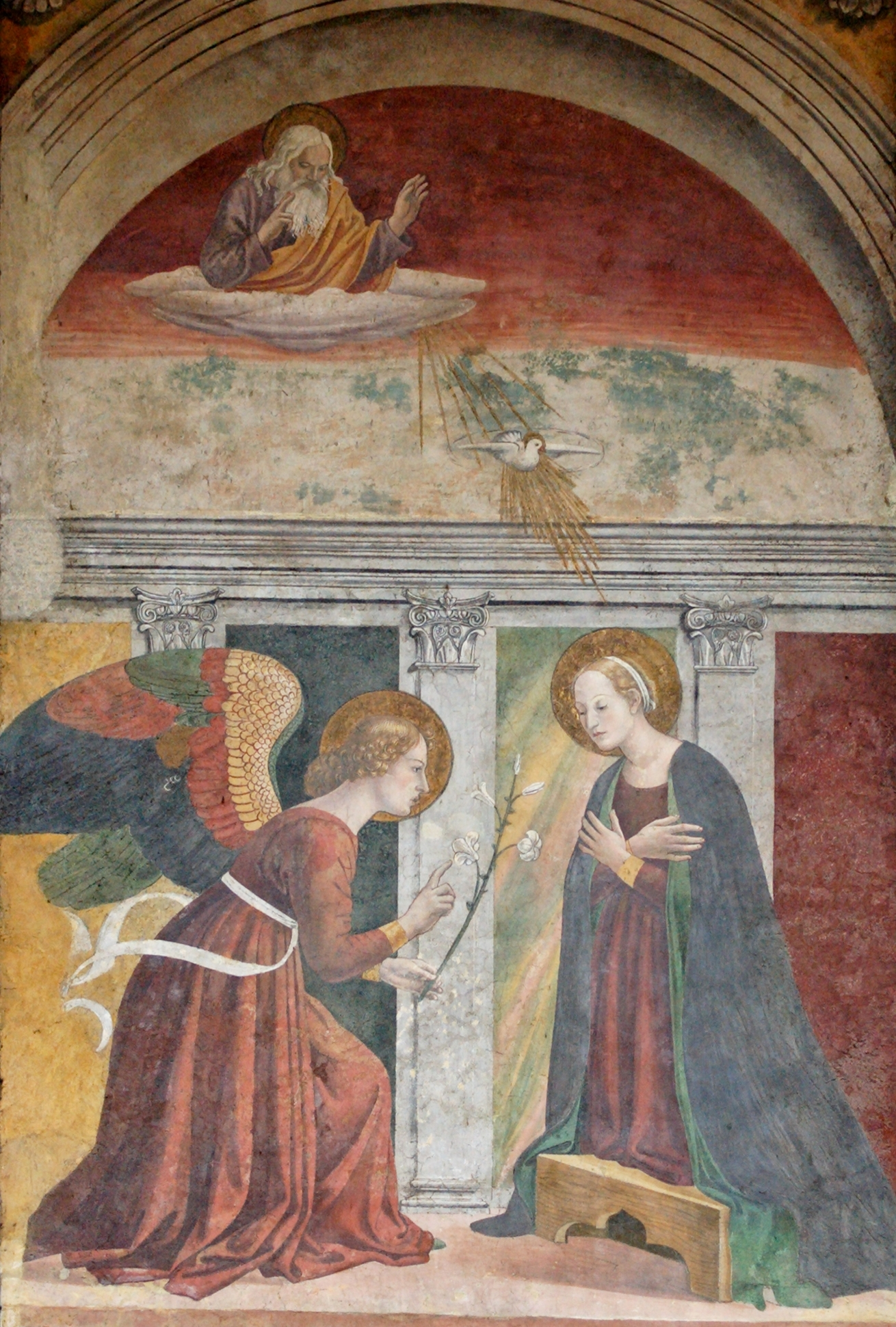
Afresco da Anunciação no Panteão (Roma), XV século

O Dogma Mariano da Virgindada Perpétua de Maria, declarado no Concílio de Latrão, em 649, afirma que ela era virgem antes do parto e permaneceu virgem após o parto. e a liturgia católica tem repetidamente referido a Maria como "sempre virgem" há séculos.
Este dogma é muitas vezes representado na arte católica em termos da Anunciação a Maria pelo Arcanjo Gabriel de que ela conceberia uma criança que seria o Filho de Deus, e em presépios que incluem a figura de Salomé. A Anunciação é uma das cenas mais frequentemente retratadas na arte ocidental.
Afrescos que retratam essa cena têm aparecido em igrejas marianas católicas há séculos e tem sido um tópico abordado por muitos artistas em várias mídias, desde vitrais a mosaicos, relevo, esculturas a pintura a óleo, etc. O afresco mais antigo da anunciação é uma representação do século IV na Catacumba de Priscila, em Roma. Na maioria (mas não em todas) as representações católicas, e de fato ocidentais, Gabriel é mostrado à esquerda, enquanto na Igreja Oriental ele é mais frequentemente retratado à direita.

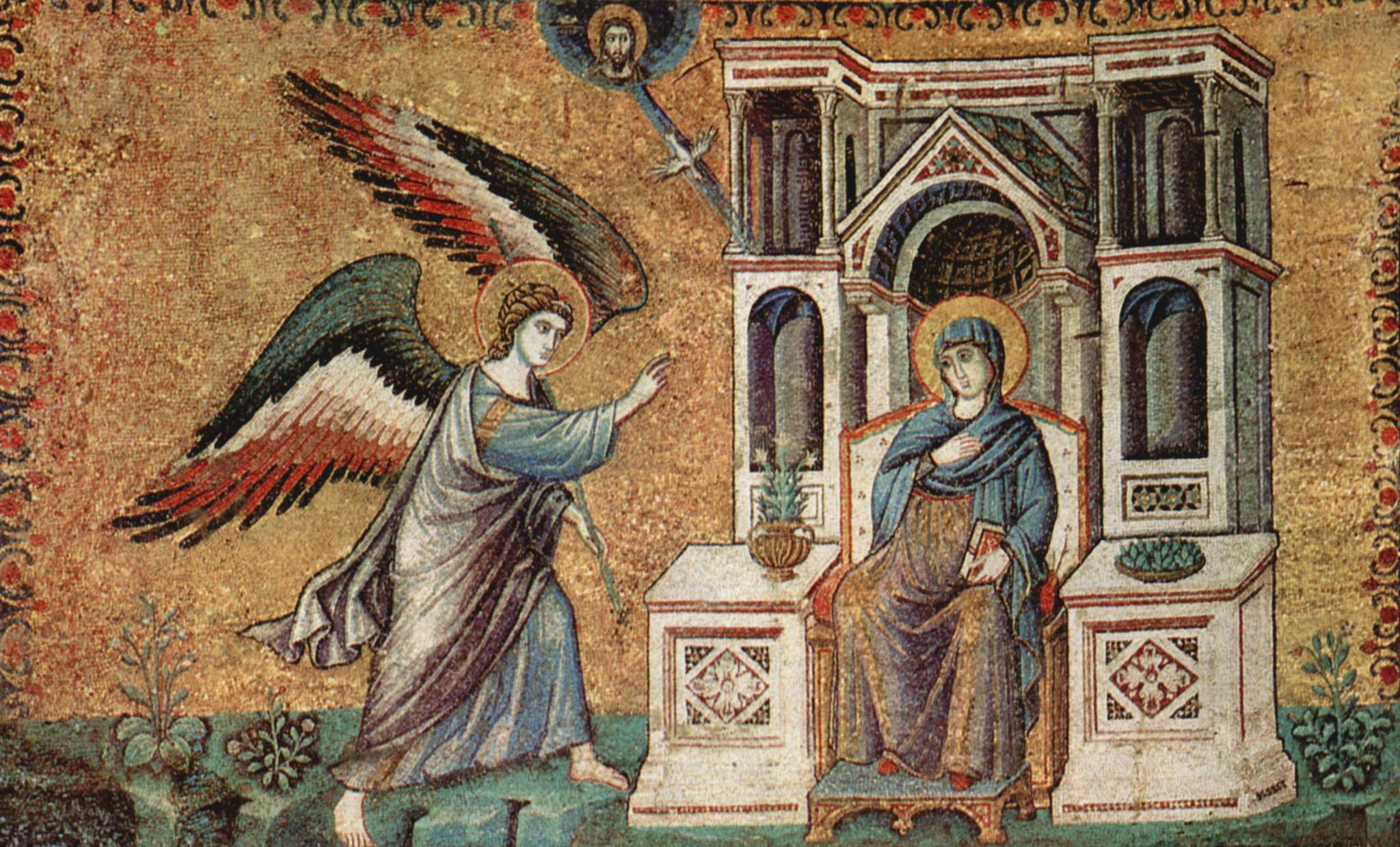
Mosaico da Anunciação, Santa Maria in Trastevere, Roma, 1291, Pietro Cavallini.

Tem sido um dos assuntos mais frequentes da arte cristã, particularmente durante a Idade Média e o Renascimento. As figuras da Virgem Maria e do Arcanjo Gabriel, sendo emblemáticas da pureza e da graça, foram temas prediletos de muitos pintores como Sandro Botticelli, Leonardo da Vinci, Caravaggio, Duccio e Murillo, entre outros. Em muitas representações, o anjo pode estar segurando um lírio, símbolo da virgindade de Maria.  Os mosaicos de Pietro Cavallini em Santa Maria in Trastevere em Roma (1291), os afrescos de Giotto na Capela Scrovegni em Pádua (1303), o afresco de Domenico Ghirlandaio na igreja de Santa Maria Novella em Florença (1486) e a escultura dourada de Donatello na Basílica de Santa Cruz, Florença (1435) são exemplos famosos.
A composição natural da cena, composta por duas figuras voltadas uma para a outra, também a tornou adequada para arcos decorados acima das portas.

## Imaculada Conceição

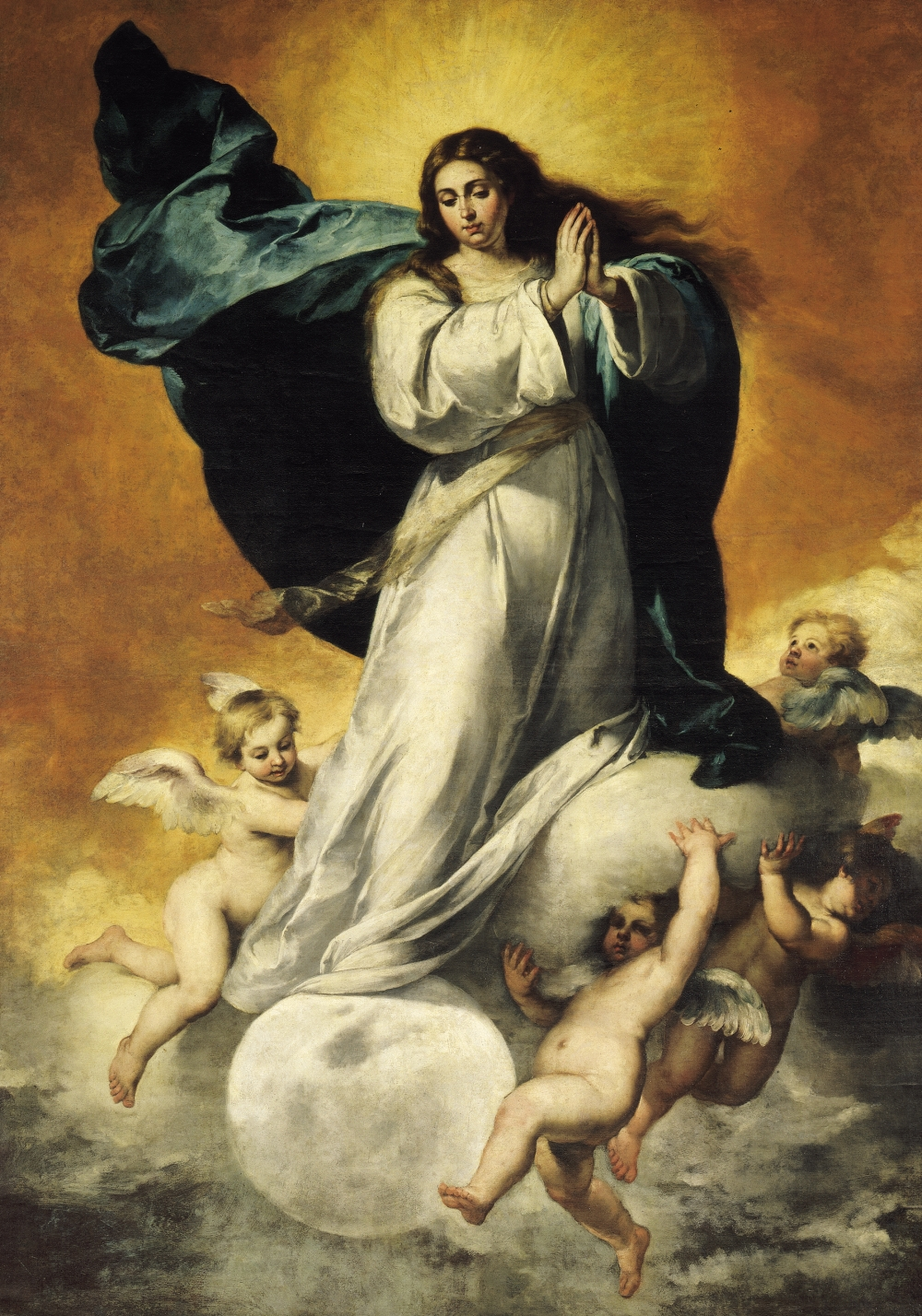
Murillo, Imaculada Conceição, 1650

Dado que até o século XIII uma série de santos, incluindo Bernardo de Claraval, Boaventura, Tomás de Aquino, e a Os dominicanos em geral se opuseram ou questionaram essa doutrina, a arte católica sobre o assunto data principalmente de períodos posteriores ao século XV e está ausente da arte renascentista. Mas com o apoio da opinião popular, dos franciscanos e teólogos como Duns Scotus, a  popularidade da doutrina aumentou e um dia de festa para ela foi promovido.
Papa Pio V, o Papa dominicano que em 1570 estabeleceu a Missa Tridentina, incluiu a festa (mas sem o adjetivo "Imaculada") no calendário tridentino, mas suprimiu a missa especial existente para a festa, determinando que a Missa para a Natividade de Maria (com a palavra "Natividade" substituída por "Conceição") fosse usada em seu lugar.. Parte dessa missa anterior foi revivida na missa que o Papa Pio IX mandou usar na festa e que ainda está em uso..
No século XVI, havia uma moda intelectual generalizada para emblema em contextos religiosos e seculares.  Estes consistiam em uma representação visual do símbolo e geralmente um latim lema; frequentemente um epigrama explicativo foi adicionado. Livro de emblemass eram muito populares.
Baseando-se na tradição do emblema, Francisco Pacheco del Río estabeleceu uma iconografia que artistas espanhóis como Bartolomé Murillo (especialmente), Diego Velázquez (genro de Pacheco) e outros adotaram, com variações, e depois se espalharam para o resto da Europa, desde quando permaneceu a representação habitual. Imagens adicionais podem incluir nuvens, uma luz dourada e querubins. Em algumas pinturas os querubins estão segurando lírios e rosas, flores muitas vezes associadas a Maria.
A definição dogmática da Imaculada Conceição foi realizada pelo Papa Pio IX em sua Constituição Apostólica Ineffabilis Deus, em 1854.

### Representação da Imaculada Conceição

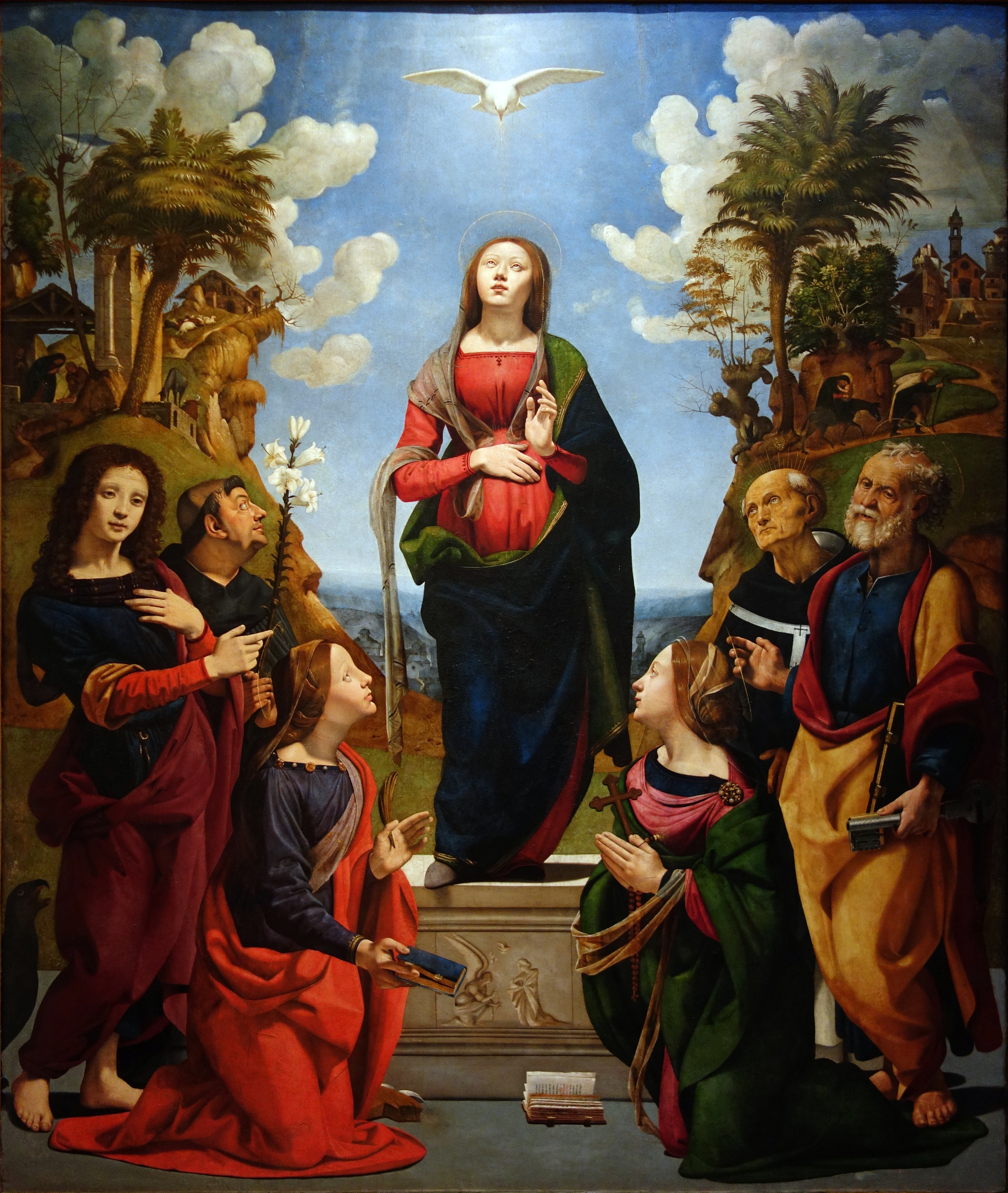
Piero di Cosimo Immaculada Conceição, 1505

Muitos artistas no século XV enfrentaram o problema de como retratar uma ideia abstrata como a Imaculada Conceição, e o problema não foi totalmente resolvido por 150 anos.
Uma vez que um texto-chave das Escrituras apontado em apoio à doutrina era "Tota pulchra es...", "Tu és todo justo, meu amor; não há mancha em ti", versículo 4.7 do Cântico de Salomão, uma série de objetos simbólicos extraídos das imagens da "Canção", e muitas vezes já associados à Anunciação e à Virgindade Perpétua, foram combinados em versões do assunto Hortus conclusus ("jardim fechado"). Isso resultou em uma discussão bastante confusa, e geralmente era impossível de combinar com a perspectiva correta, então nunca pegou fora da Alemanha e dos Países Baixos. Piero di Cosimo estava entre os artistas que tentaram novas soluções, mas nenhuma delas se tornou geralmente adotada para que o assunto fosse imediatamente reconhecível pelos fiéis.

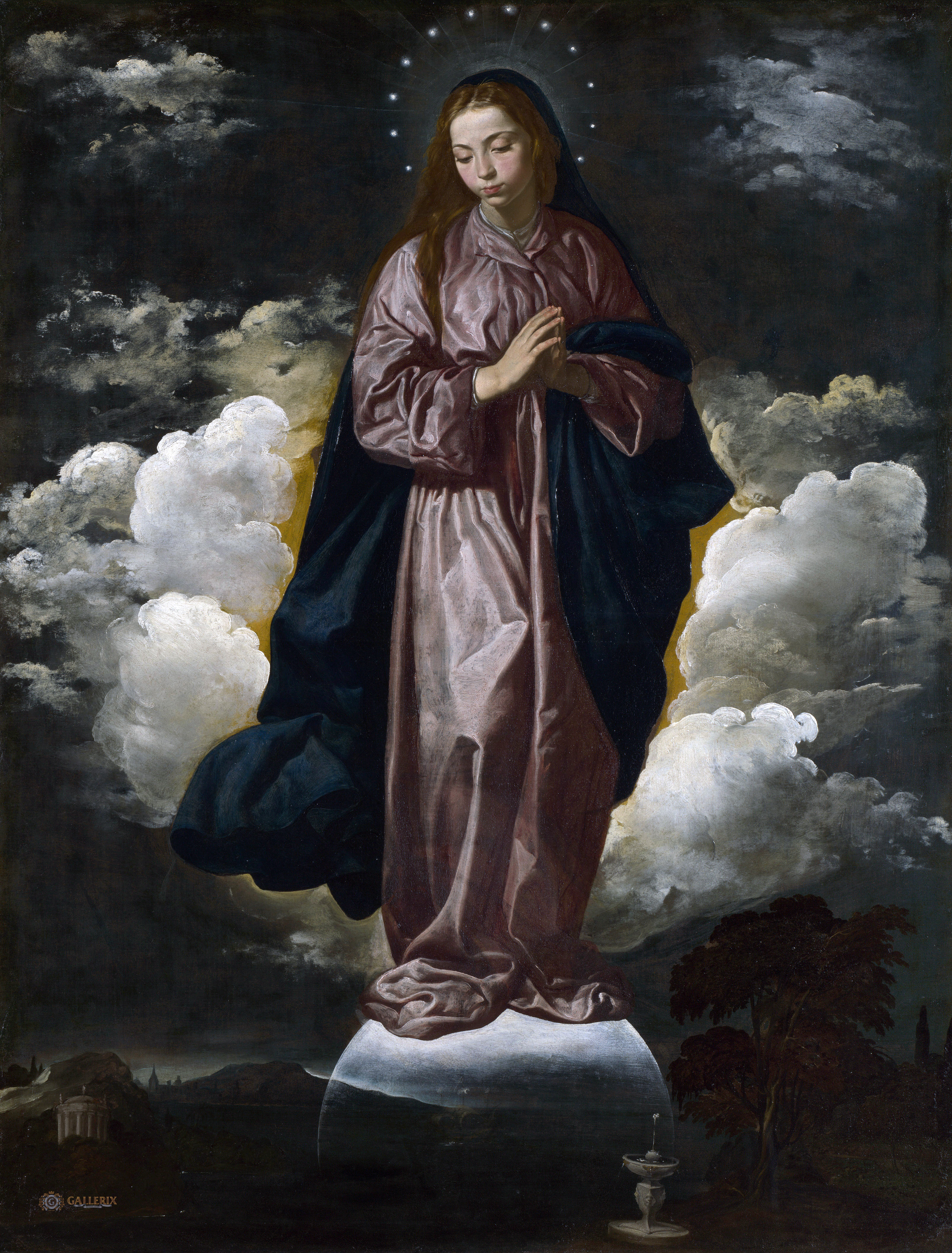
Imaculada Conceição, Diego Velázquez, 1618

A iconografia definitiva da Imaculada Conceição, valendo-se da tradição emblemática, parece ter sido estabelecida pelo mestre e então sogro de Diego Velázquez, pintor e teórico Francisco Pacheco del Río (1564-1644), a quem a Inquisição em Sevilha também contratou a aprovação de novas imagens. Ele descreveu sua iconografia em sua "Arte de la Pintura", publicada postumamente em 1649:
"A versão que sigo é a que mais se aproxima da santa revelação do evangelista e aprovada pela Igreja Católica sob a autoridade dos sagrados e santos intérpretes... Neste mais belo dos mistérios, Nossa Senhora deve ser pintada como uma bela menina, de 12 ou 13 anos, na flor de sua juventude... E assim é elogiada pelo marido: tota pulchra es amica mea, um texto que está sempre escrito nesta pintura. Ela deve ser pintada usando uma túnica branca e um manta azul...  Ela está cercada pelo sol, um sol oval de branco e ocre, que docemente se mistura ao céu.  Raios de luz emanam de sua cabeça, em torno da qual há um anel de doze estrelas.  Uma coroa imperial adorna sua cabeça, sem, no entanto, esconder as estrelas.  Sob seus pés está a lua. Embora seja um globo sólido, tomo a liberdade de torná-lo transparente para que a paisagem apareça."

## Assunção de Maria
A doutrina católica da Assunção de Maria ao Céu afirma que Maria foi transportada para o Céu com o corpo e a alma unidos. Embora a Assunção só tenha sido oficialmente declarada um dogma pelo Papa Pio XII em sua Constituição Apostólica Munificentissimus Deus em 1950, suas raízes na cultura e na arte católicas remontam a muitos séculos. Enquanto o Papa Pio XII deliberadamente deixou em aberto a questão de se Maria morreu antes de sua Assunção, o ensinamento mais comum dos Padres da Igreja é que ela o fez
Um dos primeiros defensores da Assunção foi São João de Damasco (676-794), um Doutor da Igreja que é frequentemente chamado de "Doutor da Assunção". São João não só estava interessado na Assunção, mas também apoiava o uso de imagens sagradas em resposta ao édito do imperador bizantino Leão III, o Isauro, proibindo o culto ou a exibição de santos. Ele escreveu: "Neste dia, a arca sagrada e cheia de vida do Deus vivo, aquela que concebeu seu Criador em seu ventre, repousa no Templo do Senhor que não é feito com as mãos. Davi, seu ancestral, pula, e com ele os anjos conduzem a dança."

## Rainha do Céu
O ensinamento católico de que Maria está muito acima de todas as outras criaturas em dignidade, e depois de Jesus Cristo possuir primazia sobre tudo, remonta à igreja primitiva. São Sophronius disse: "Superaste todas as criaturas" e São Germano de Paris (496-576) declarou: "A vossa honra e dignidade ultrapassam toda a criação; a tua grandeza te coloca acima dos anjos". São João Damasceno foi além: "Sem limites é a diferença entre os servos de Deus e sua Mãe".

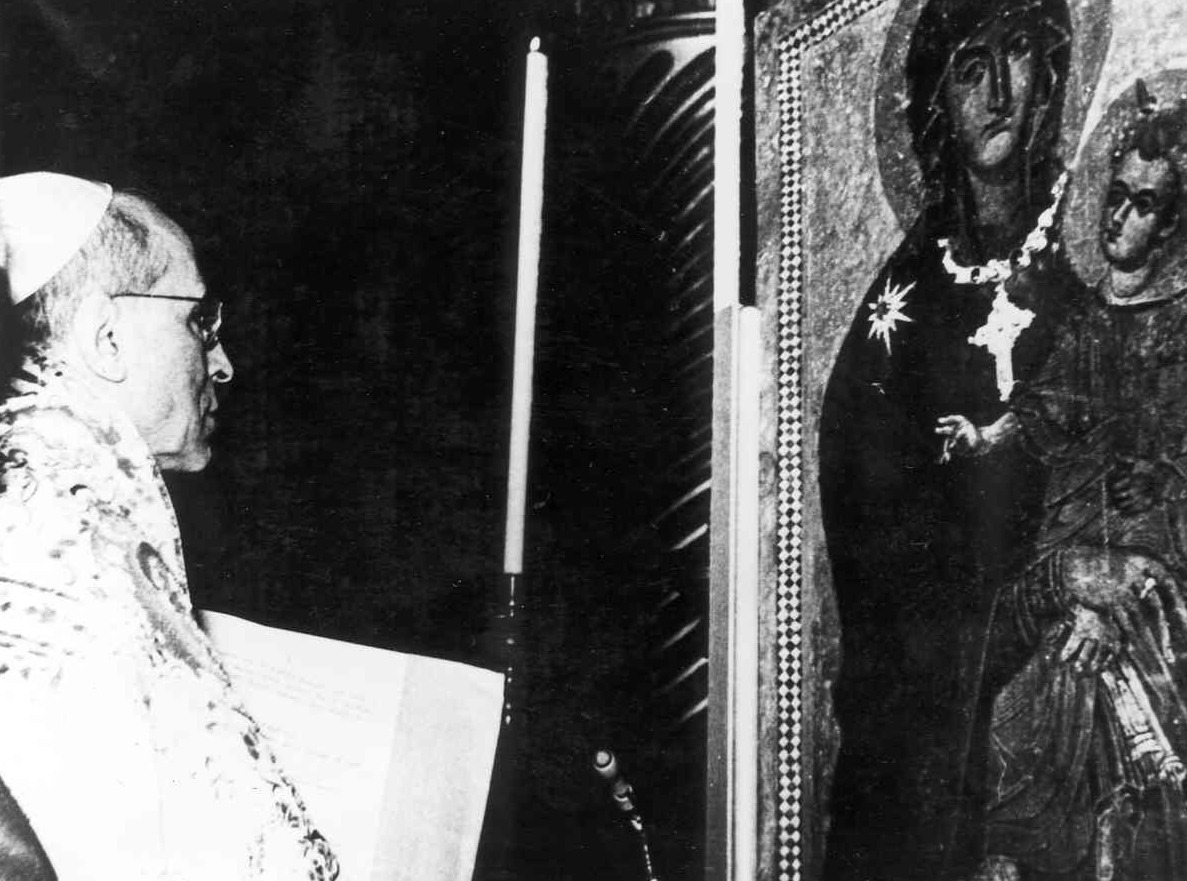
Coroação do ícone pelo Papa Pio XII em 1954

A festa da Nossa Senhora Rainha só foi formalmente estabelecida em 1954 pelo Papa Pio XII em sua Encíclica Ad Caeli Reginam. Pio XII também declarou o primeiro ano mariano e uma série de rededicações ocorreram na Igreja Católica. Por exemplo, a rededicação de 1955 da igreja de "São Tiago Magno" em Montreal com o novo título na Catedral-basílica de Maria Rainha do Mundo, um título proclamado por Pio XII.
No entanto, muito antes de 1954, a Coroação da Virgem tinha sido objeto de um bom número de obras artísticas. Algumas dessas pinturas foram construídas na terceira fase da Assunção de Maria, na qual, após sua Assunção, ela é coroada como a "Rainha do Céu".

## Aparições
.

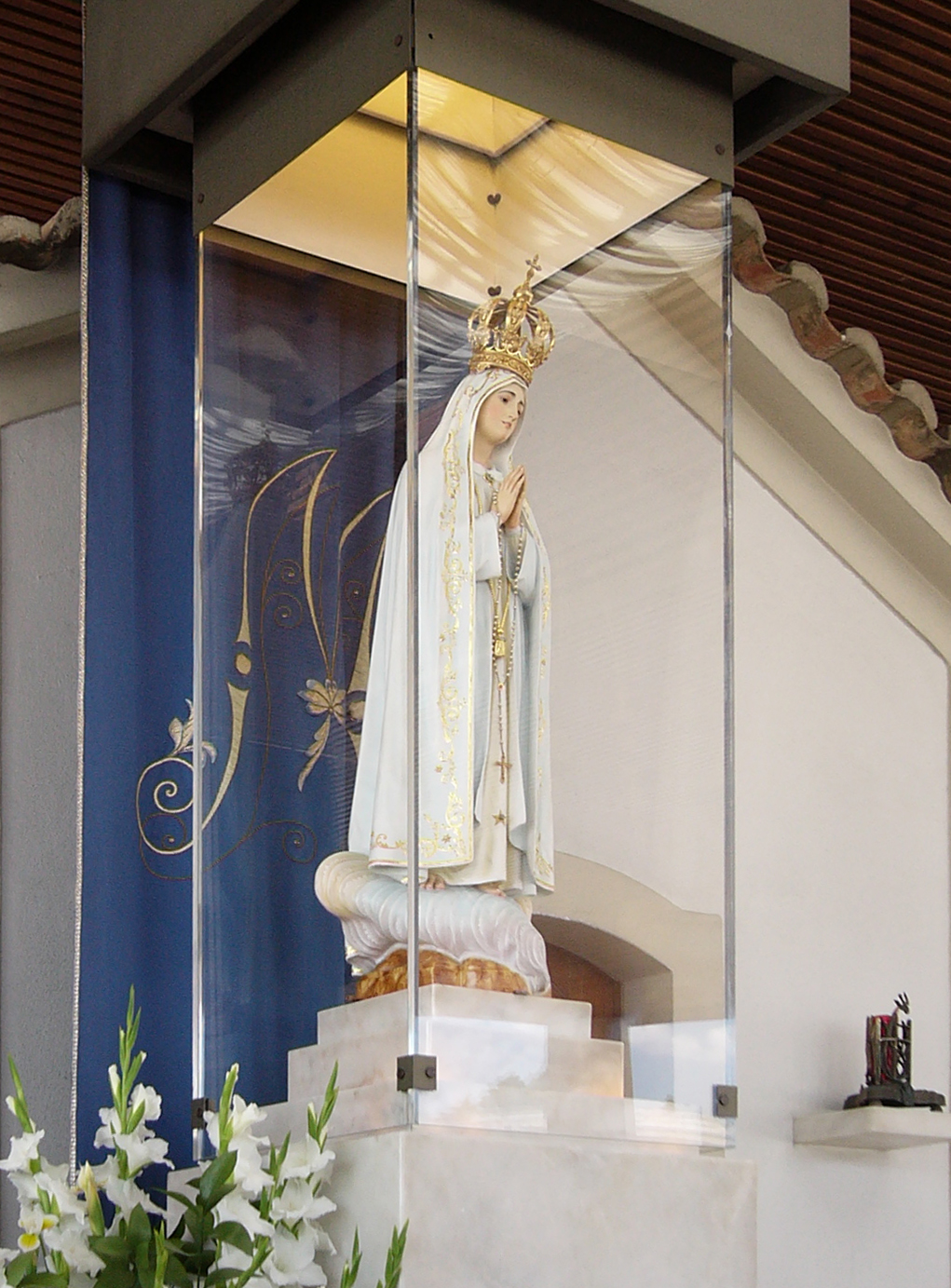
A imagem de Nossa Senhora de Fátima inclui vários elementos católicos, como ser baseada em aparições, ser uma imagem coroada e segurar um terço. Uma das balas que feriu o Papa João Paulo II na Praça de São Pedro, em 1981, foi colocada na coroa da estátua.

A devoção católica a Maria tem sido, por vezes, impulsionada por experiências e visões religiosas de indivíduos simples e modestos (em muitos casos crianças) em colinas remotas que, com o tempo, criaram fortes emoções entre um grande número de católicos. Exemplos incluem São Juan Diego em 1531 como Nossa Senhora de Guadalupe, Santa Bernadete Soubirous como Nossa Senhora de Lourdes em 1858, Lúcia dos Santos, Jacinta Marto, e Francisco Marto como Nossa Senhora de Fátima.
Embora todos os anos mais de cinco milhões de peregrinos visitem Lourdes e Guadalupe cada, o volume de arte católica para acompanhar este entusiasmo tem sido essencialmente restrito a imagens populares. Assim, embora as aparições tenham resultado na construção de igrejas marianas muito grandes em Lourdes e Guadalupe não tiveram até agora um impacto semelhante na arte mariana. No entanto, imagens como [Nossa Senhora de Guadalupe] e as interpretações artísticas dela como estátuas não são simplesmente obras de arte, mas são um elemento central da vida cotidiana do povo mexicano. As representações da Virgem de Guadalupe continuam a ser um elemento unificador chave na nação mexicana, e como o principal símbolo nacional do México..
A arte baseada em aparições é às vezes considerada milagrosa pelos católicos. Réplicas da distinta imagem azul e branca de Nossa Senhora de Lourdes são amplamente utilizadas pelos católicos em devoções, e pequenas grutas com ela são construídas em casas e bairros católicos em todo o mundo e são objeto de orações e petições.

## Galerias de arte mariana

### Anunciação

Virgindade Perpétua
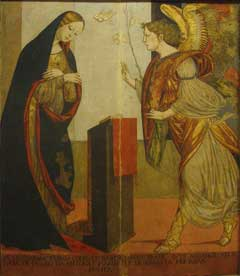
Anunciação', Mariotto Albertinelli, século XV
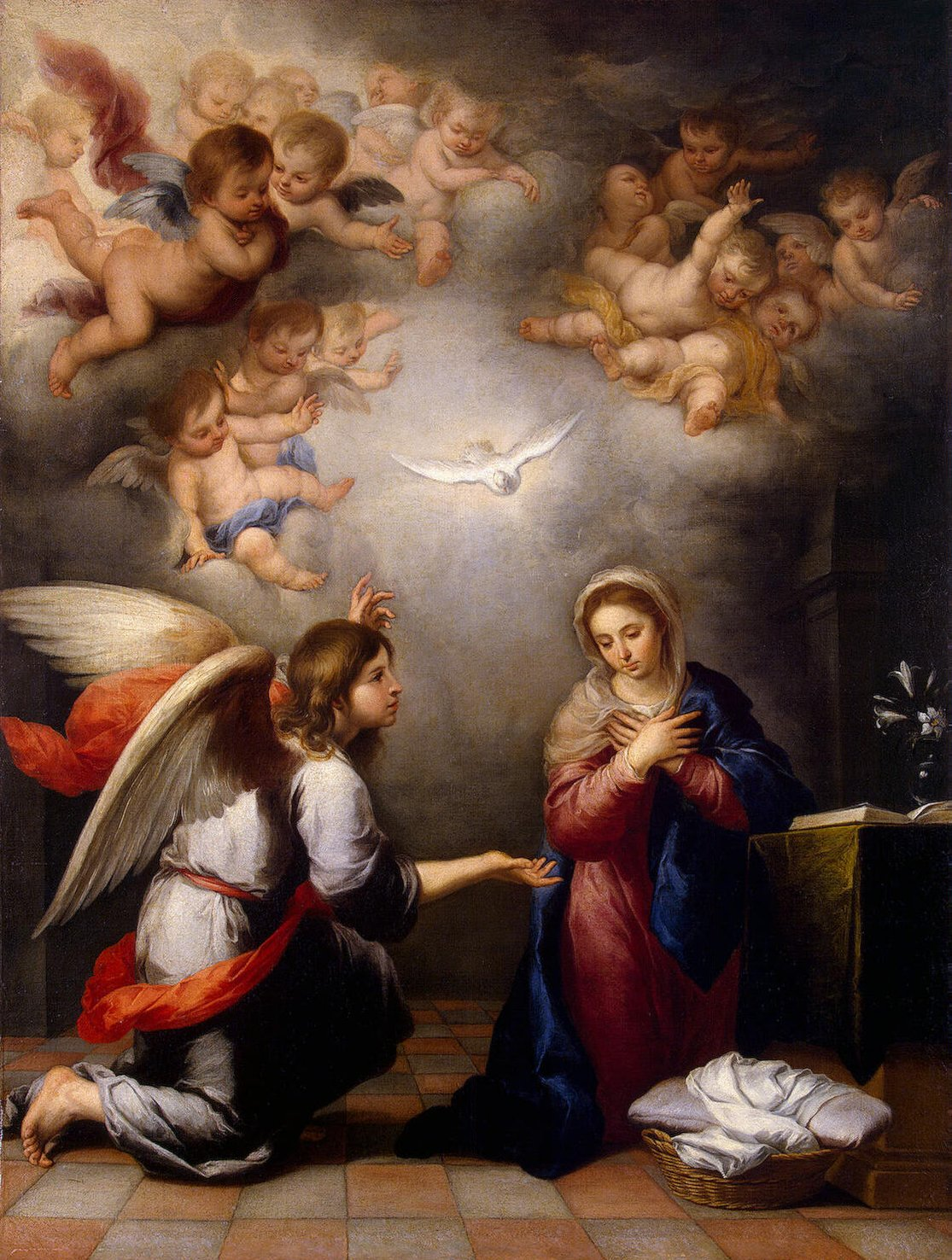
Anunciação, Murillo, 1655
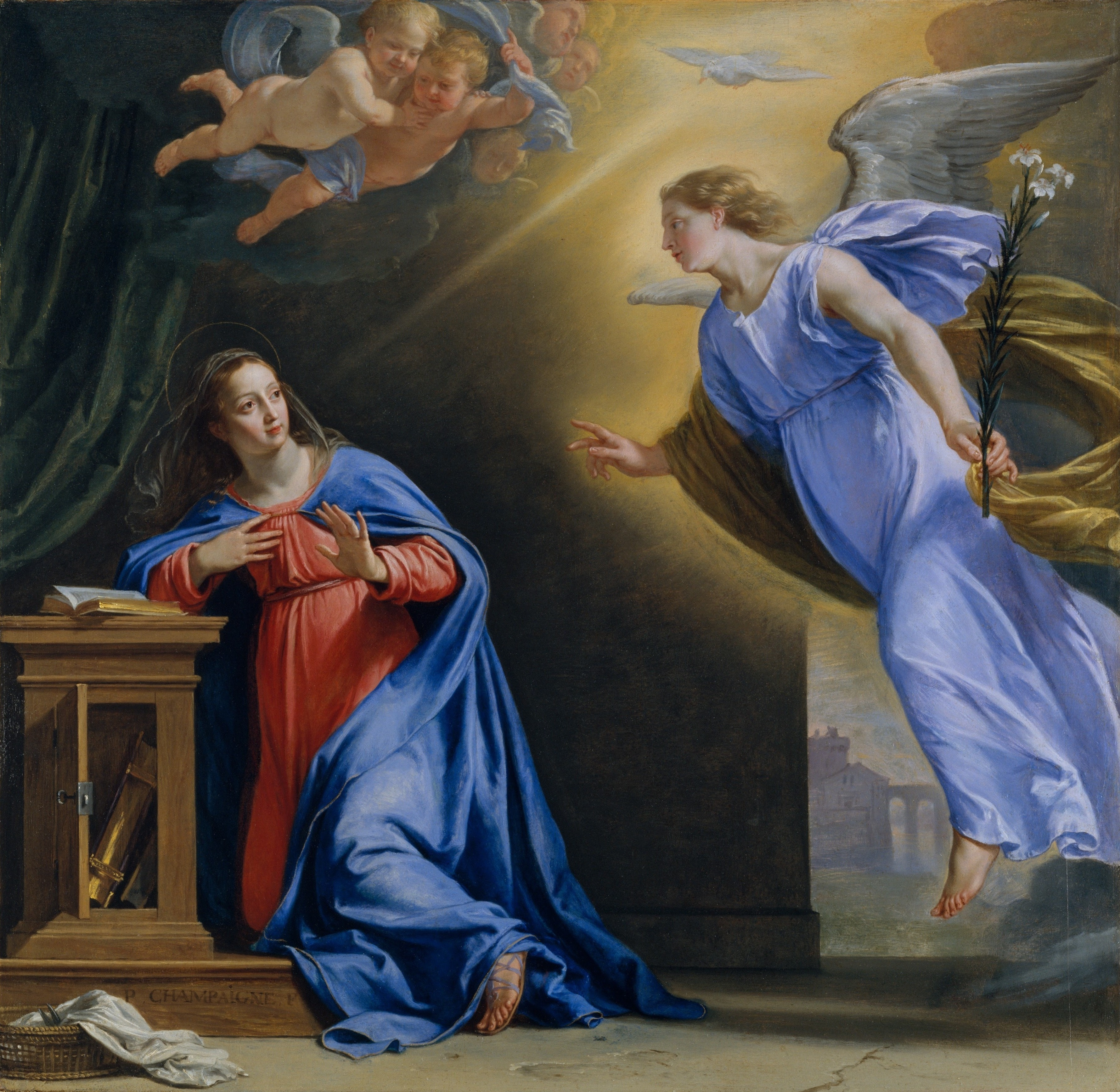
Philippe de Champaigne, ¨Anunciação¨, 1644
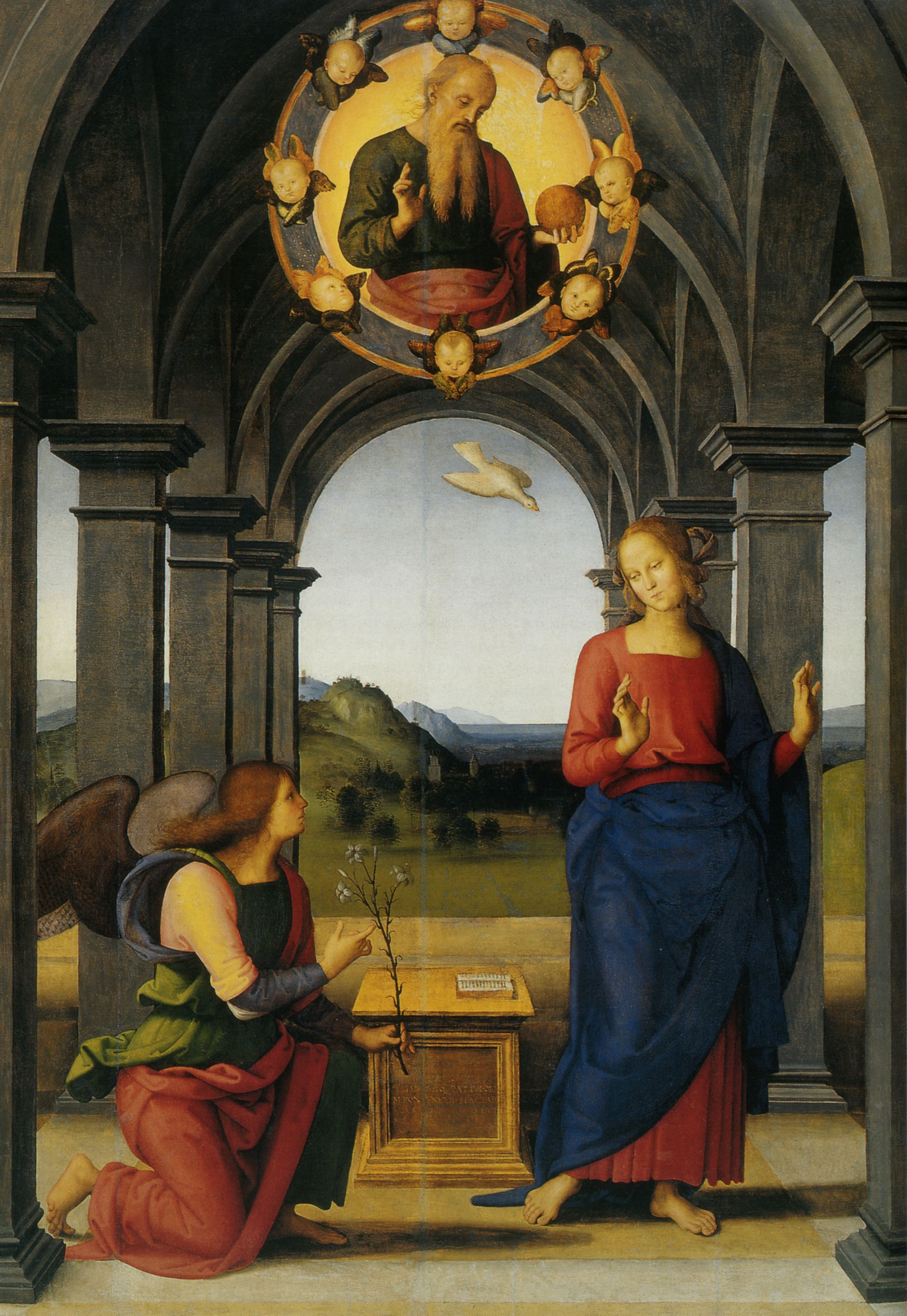
Anunciação, Pietro Perugino, 1489
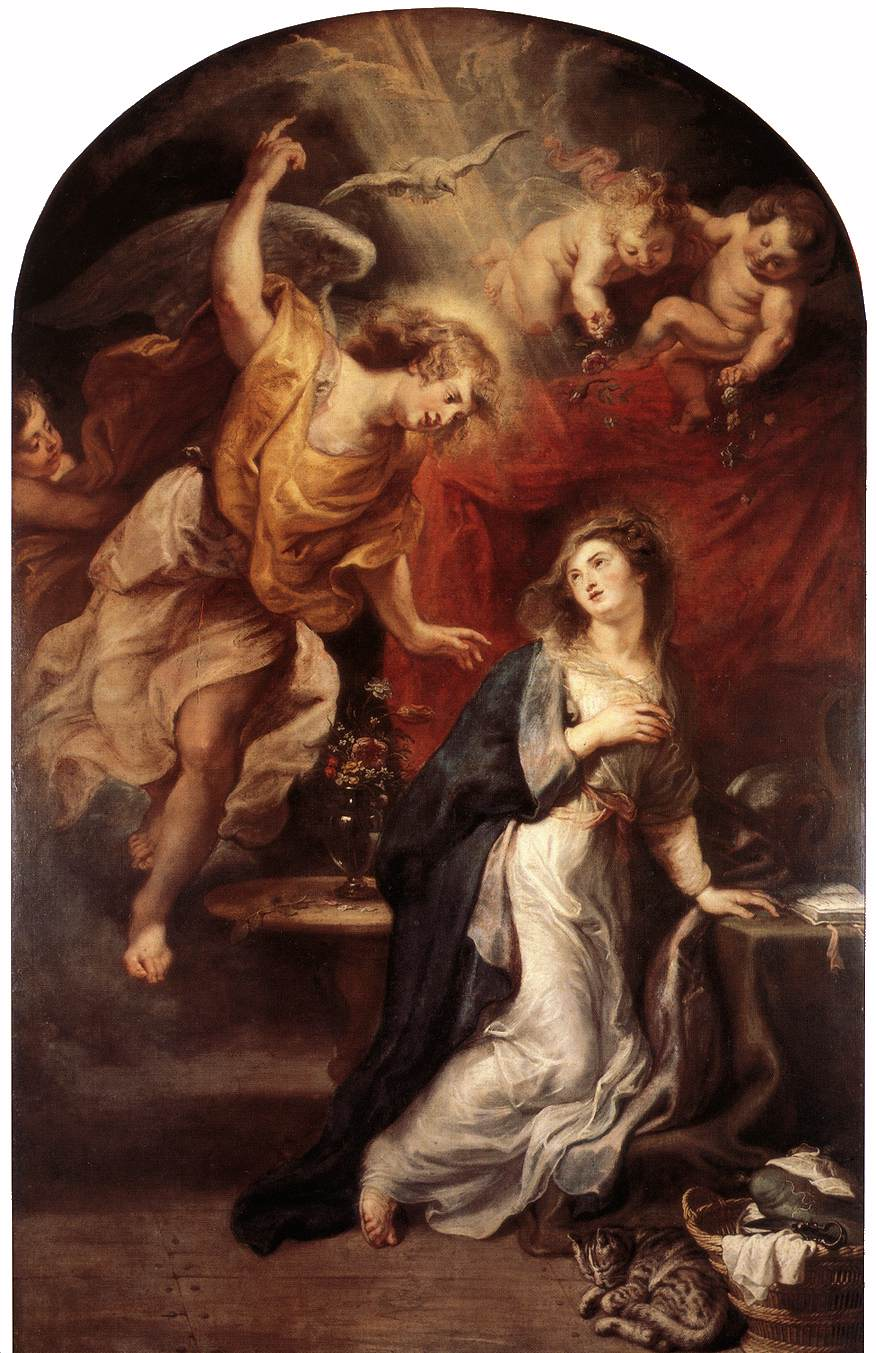
Rubens Anunciação 1628 Antwerp
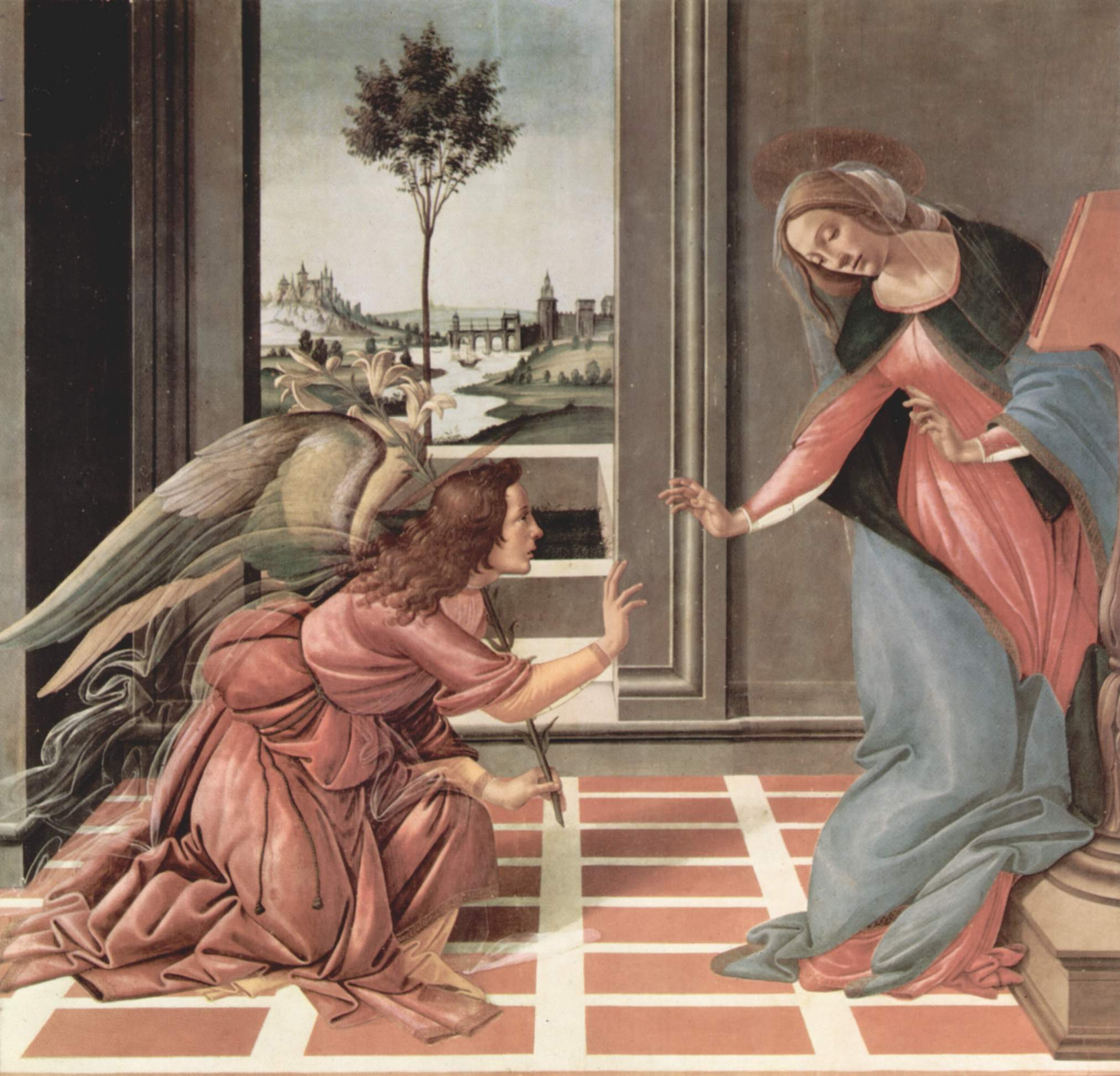
Anunciação de Cestello, Botticelli, 1490
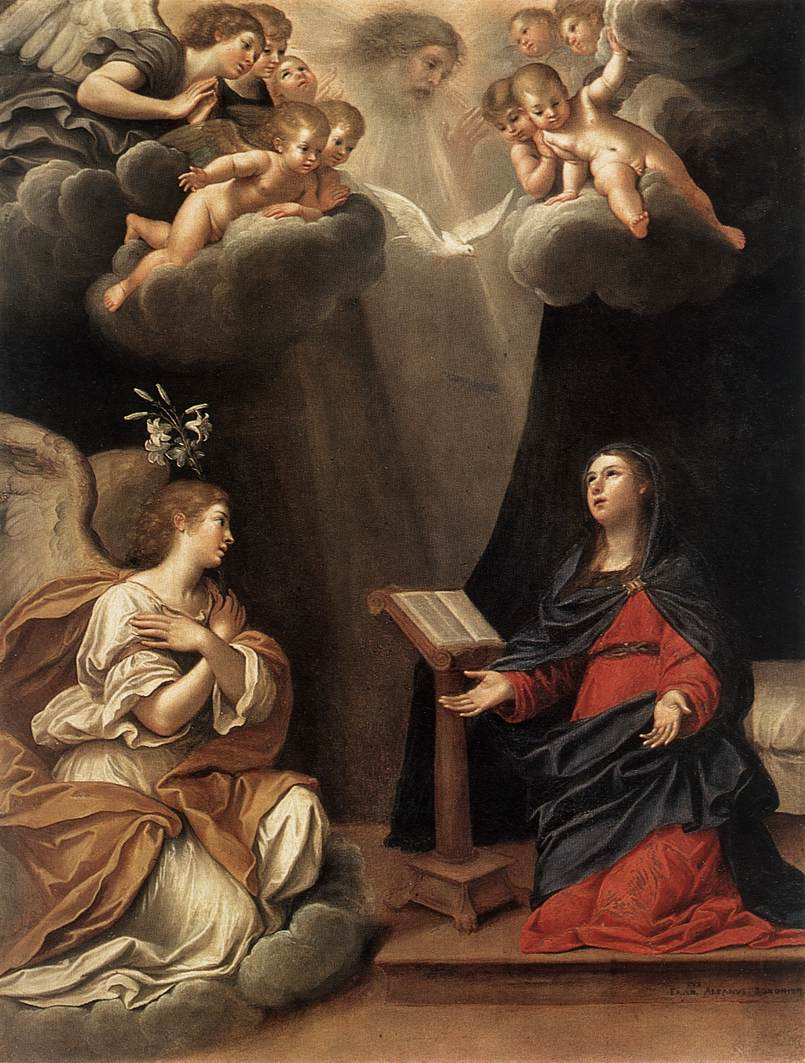
Francesco Albani Anunciação Hermitage
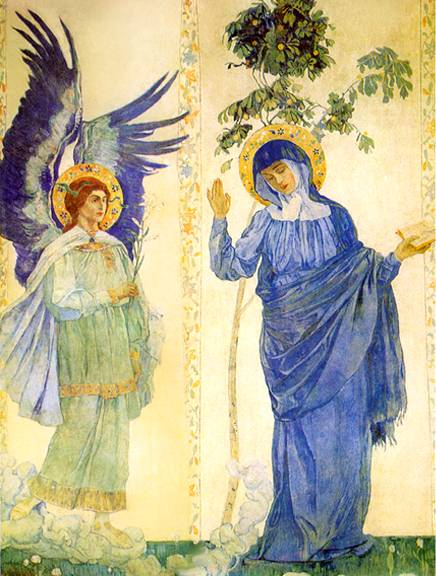
Mikhail Nesterov, ¨Anunciação¨, Russia, XIX século

### Nascimento de Jesus

Nascimento de Jesus
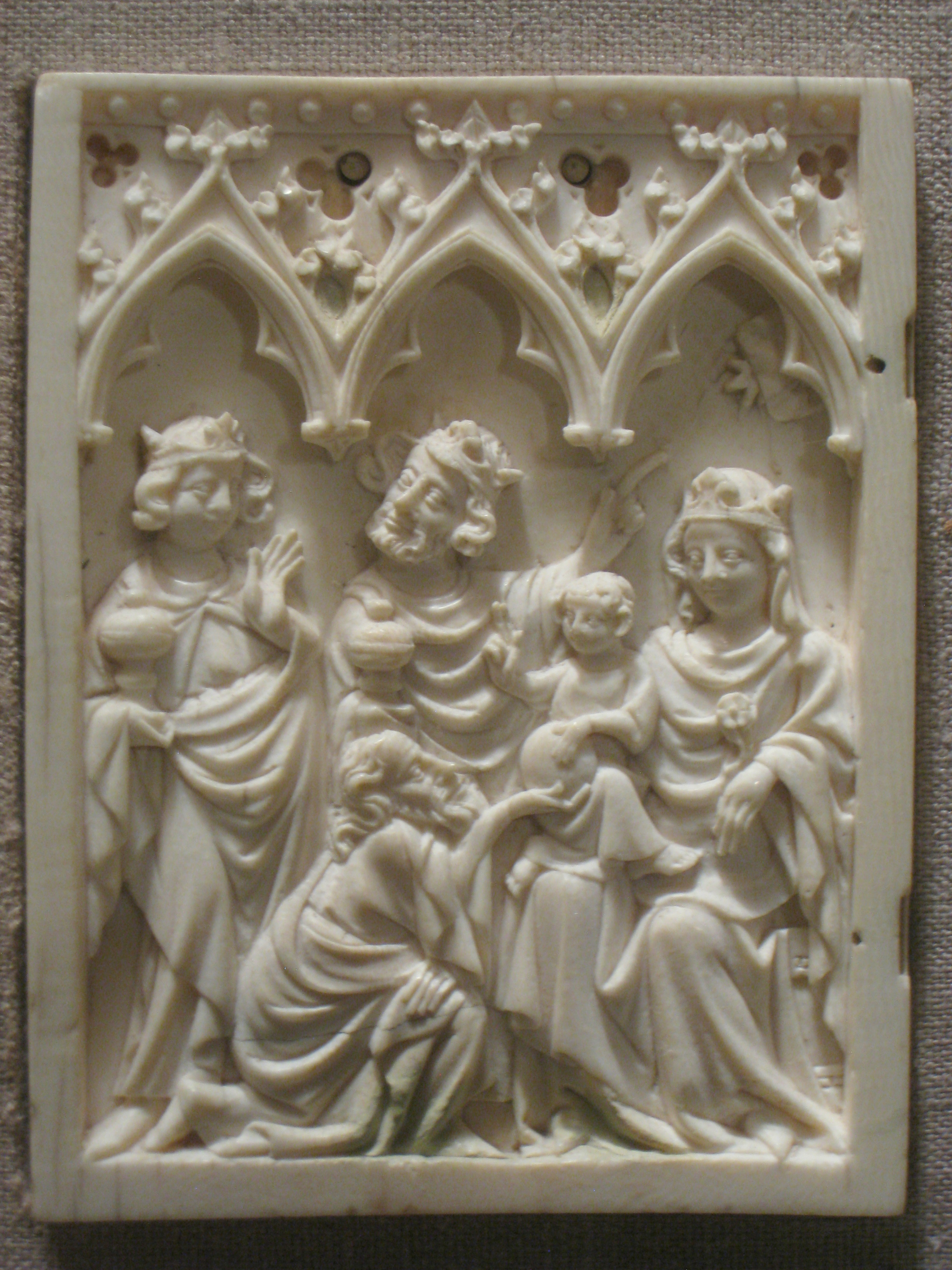
Adoração dos Magos, Ivory, século XV
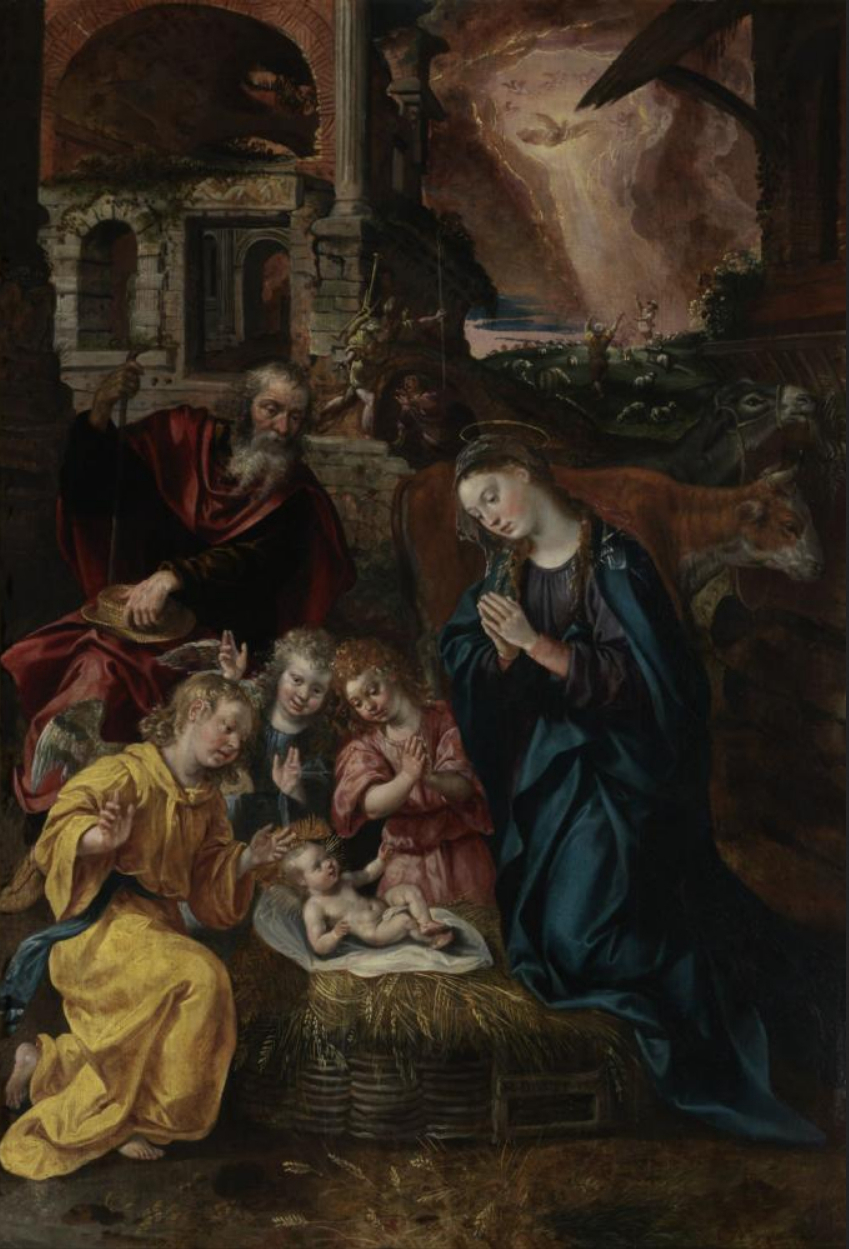
Marten de Vos, 1577
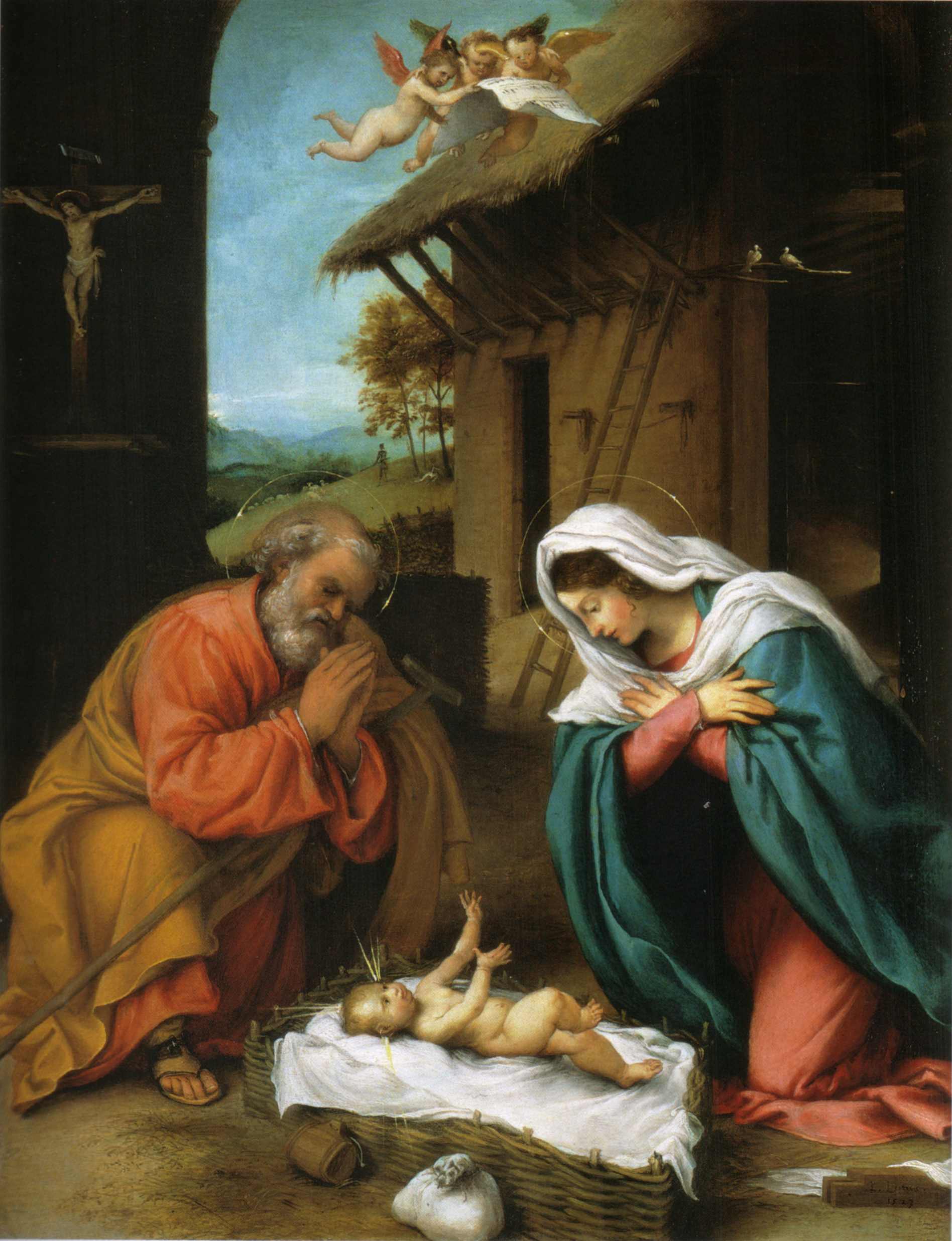
Lorenzo Lotto, 1523
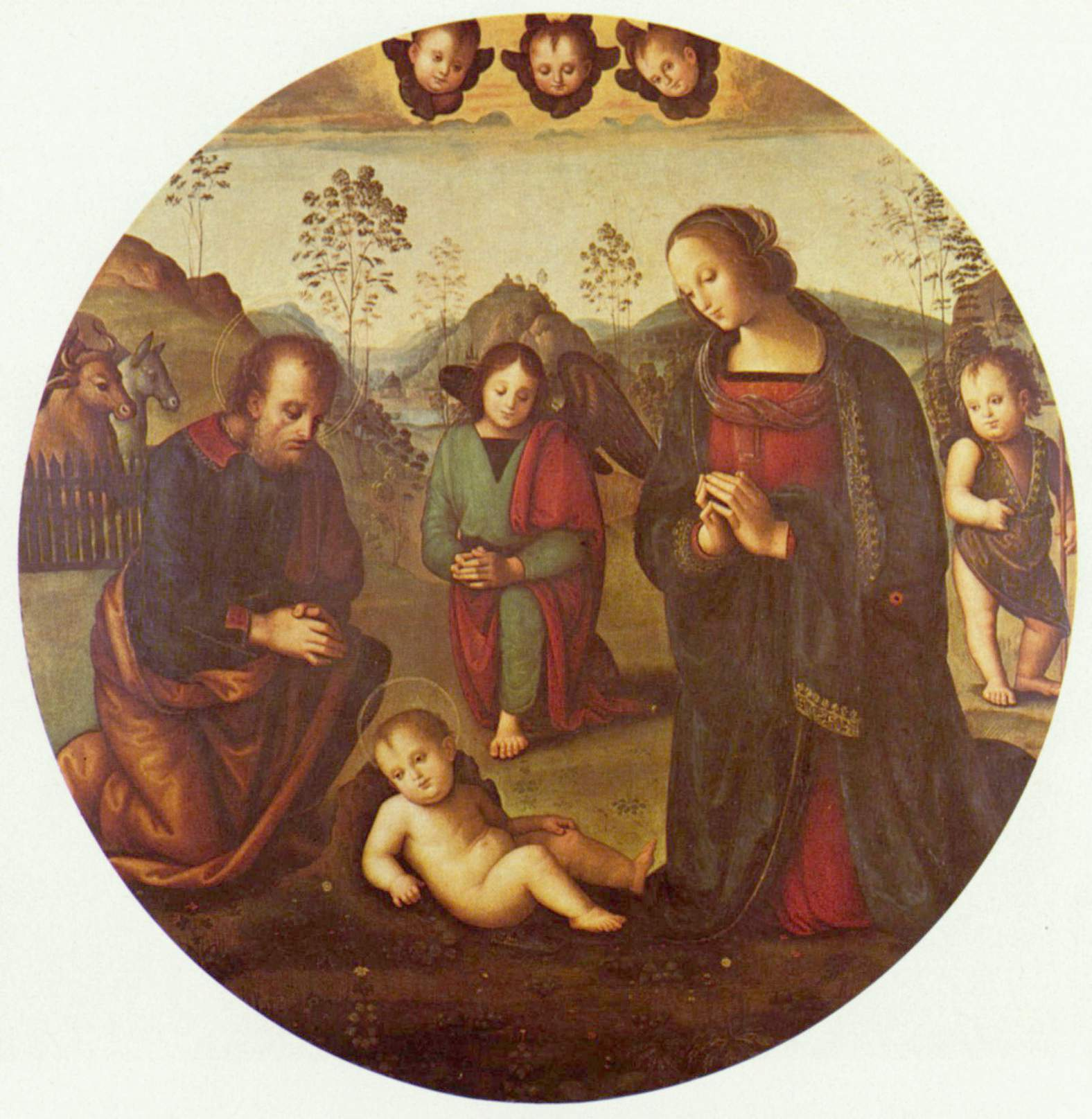
Pietro Perugino, século XV.
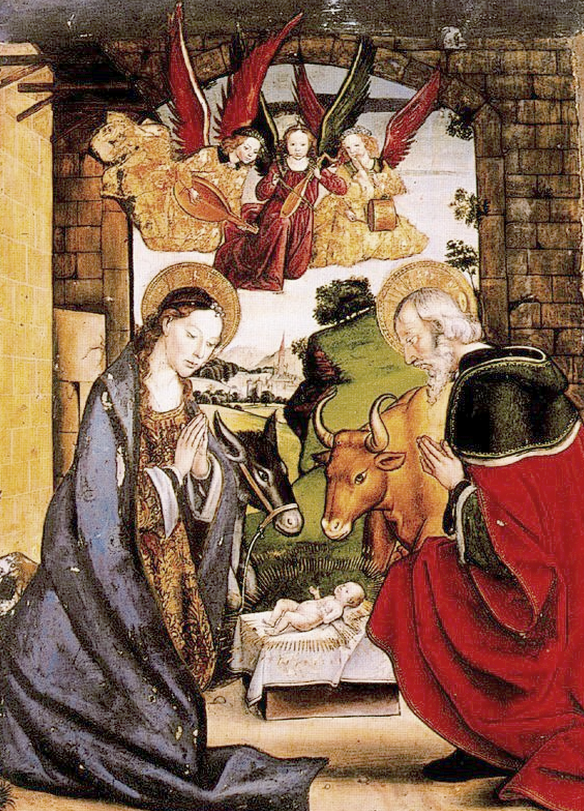
Pedro Berruguete, século XV.
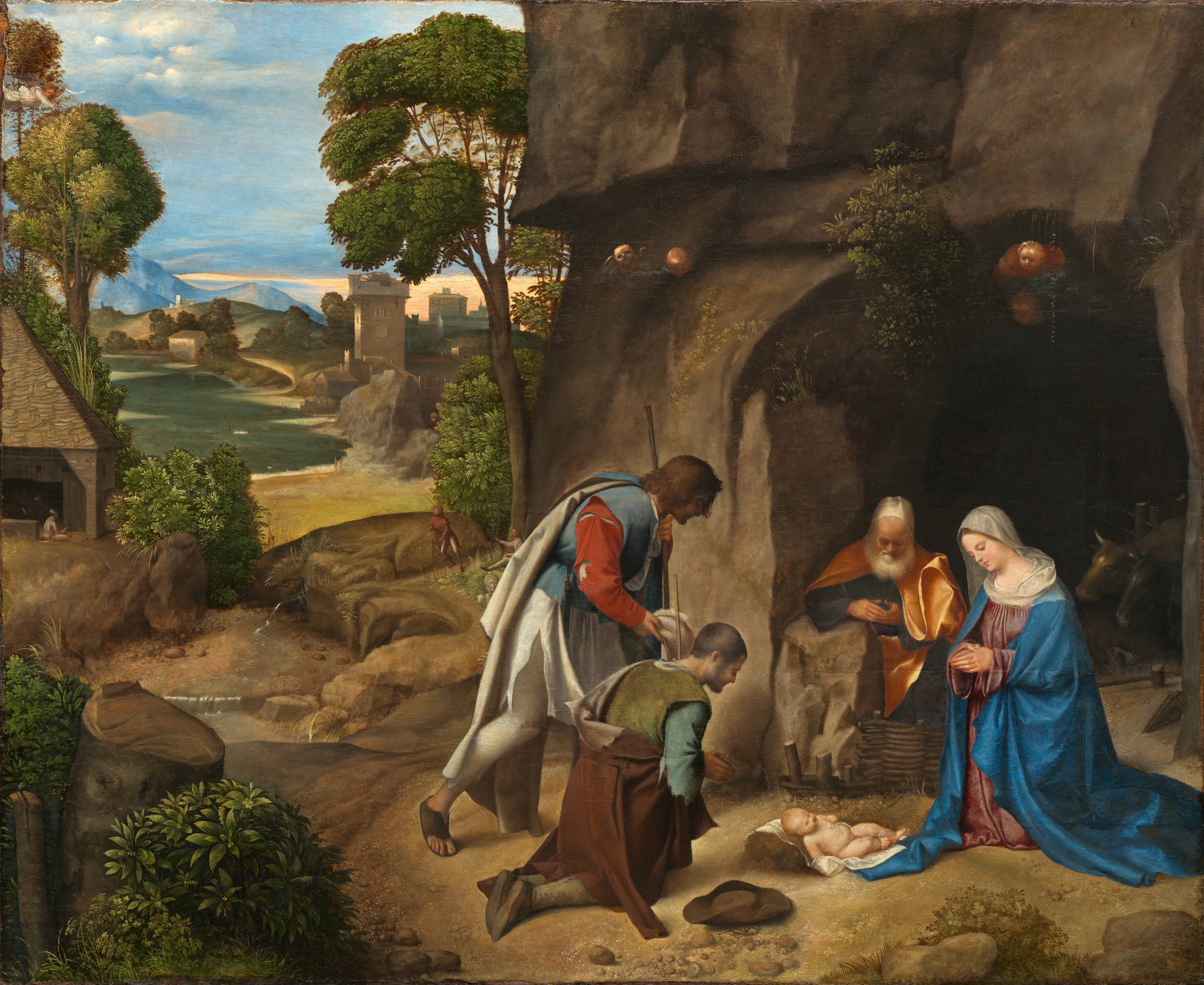
Giorgione, c1507
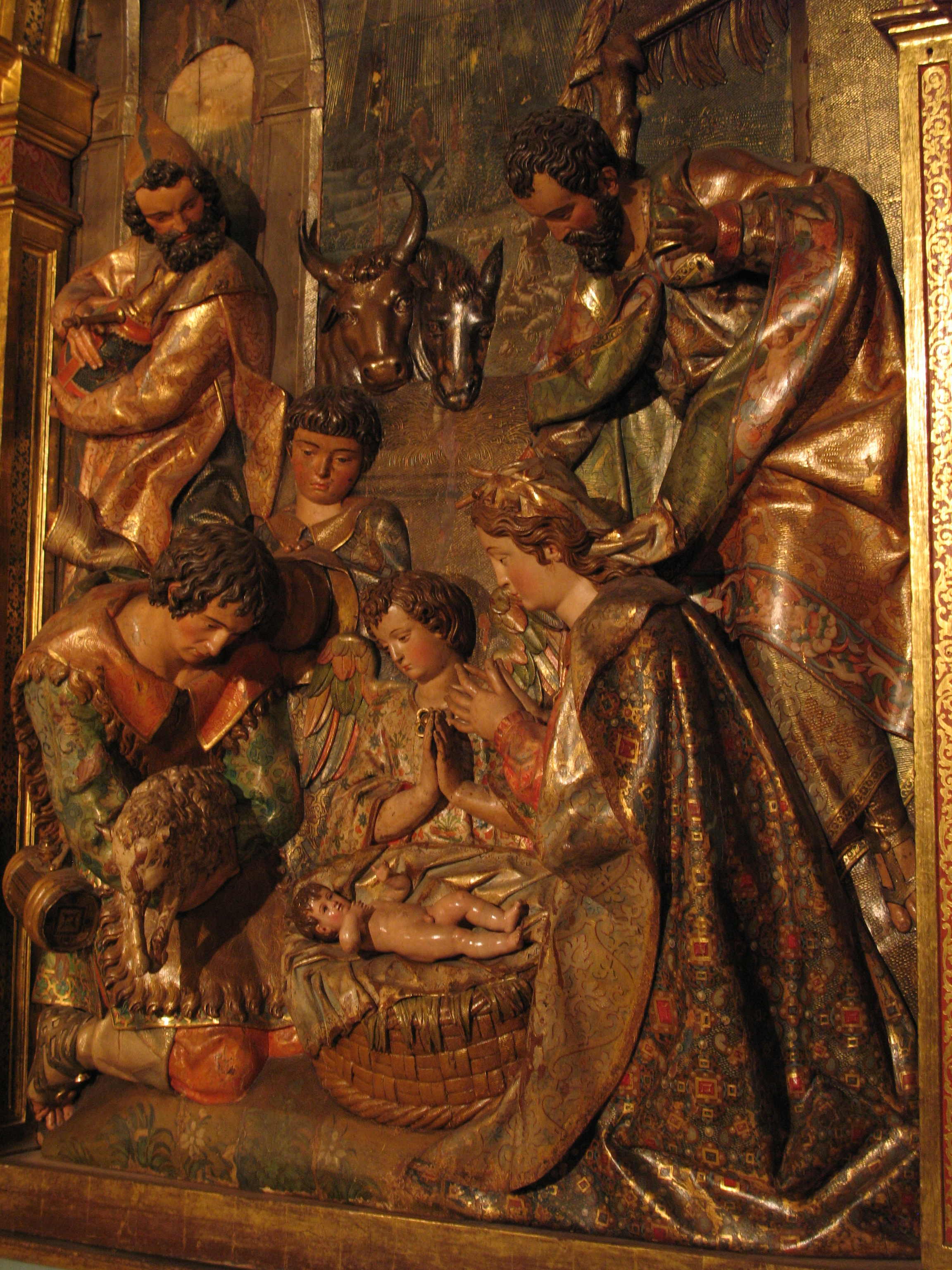
Gregorio Fernández, 1614
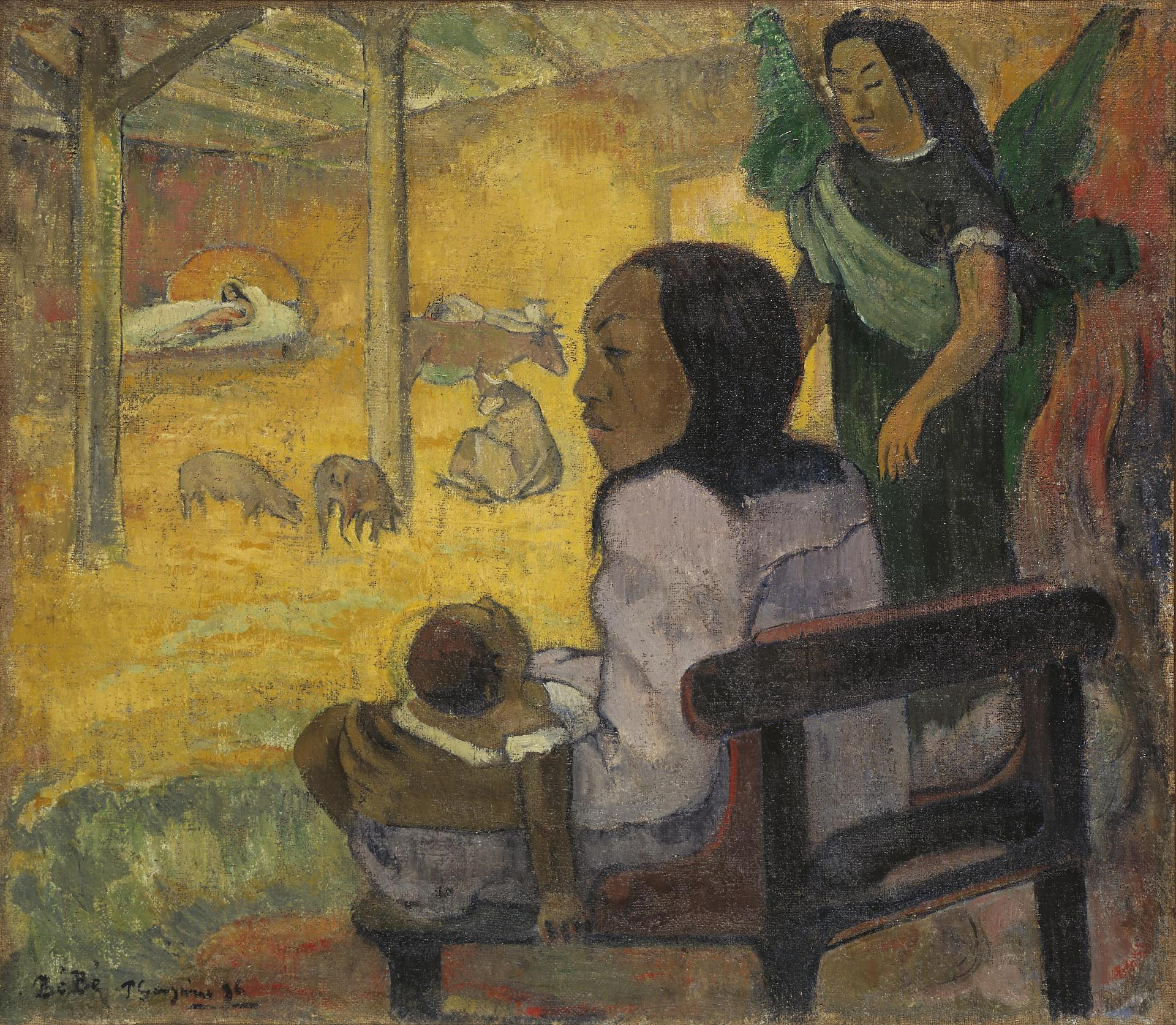
Gauguin, 1896

### Adoração dos pastores

Adoração dos Pastores
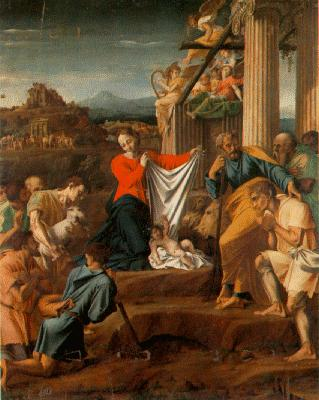
Caravaggio, século XVI
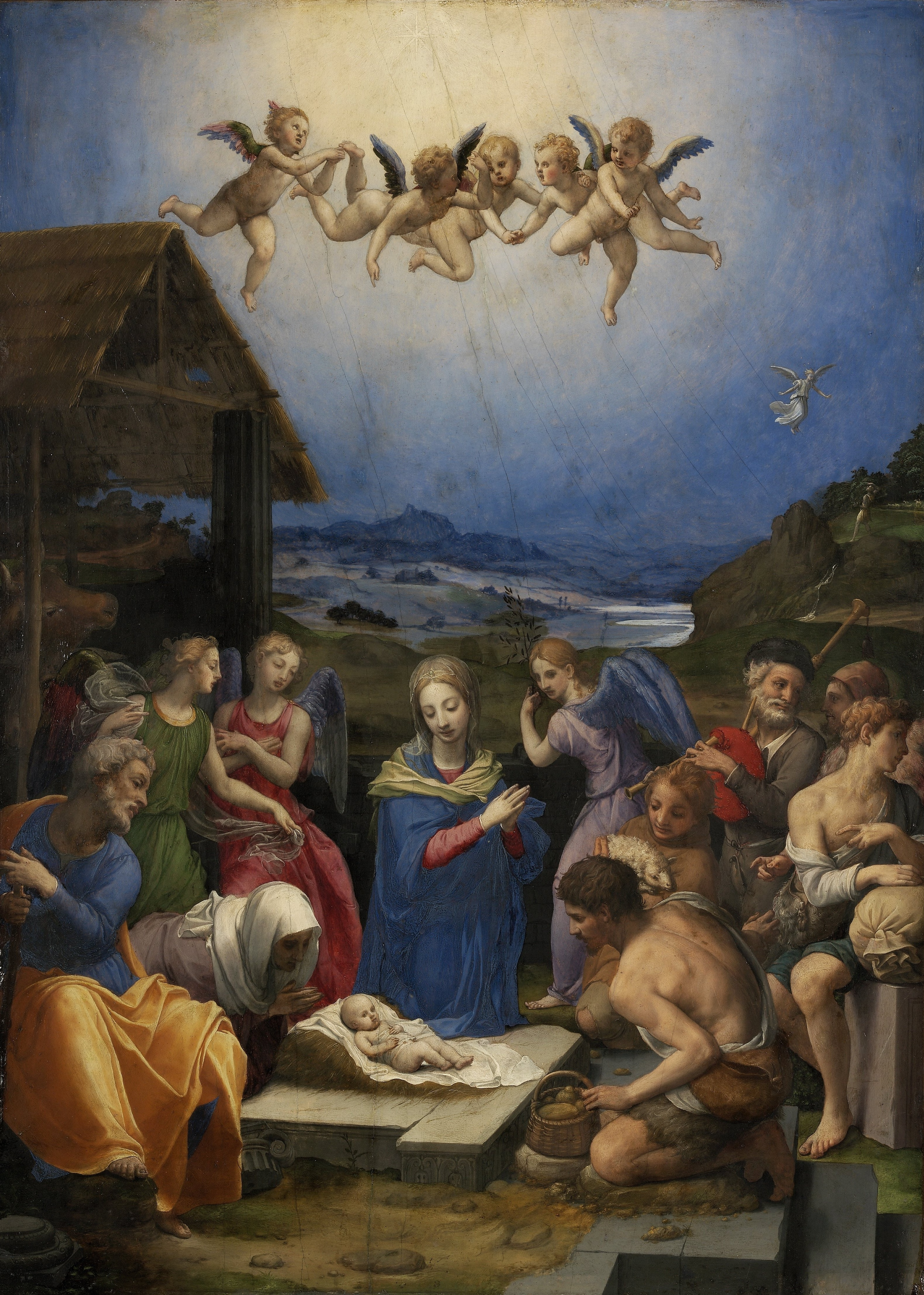
Bronzino, século XVI
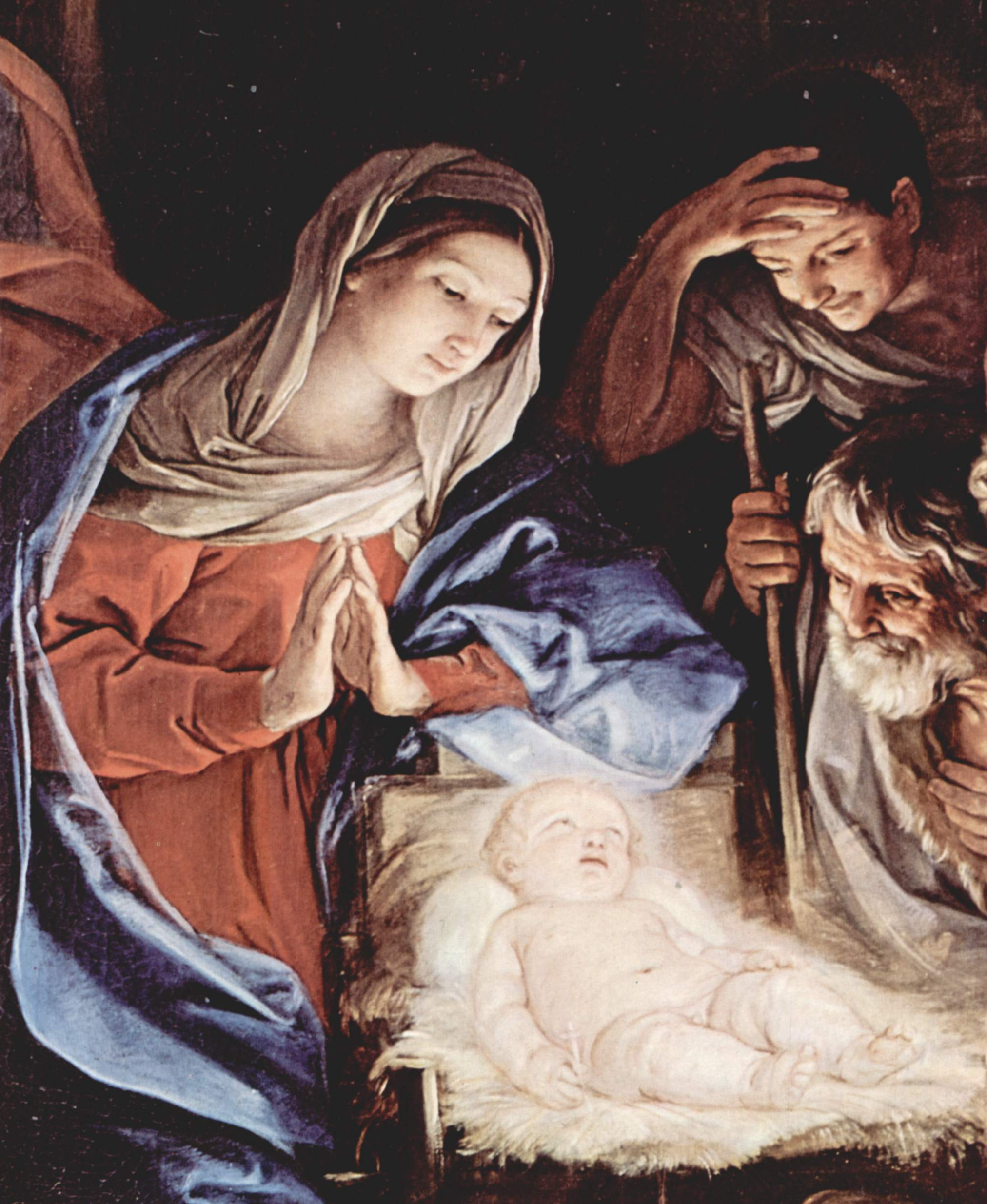
Guido Reni, 1630–1642
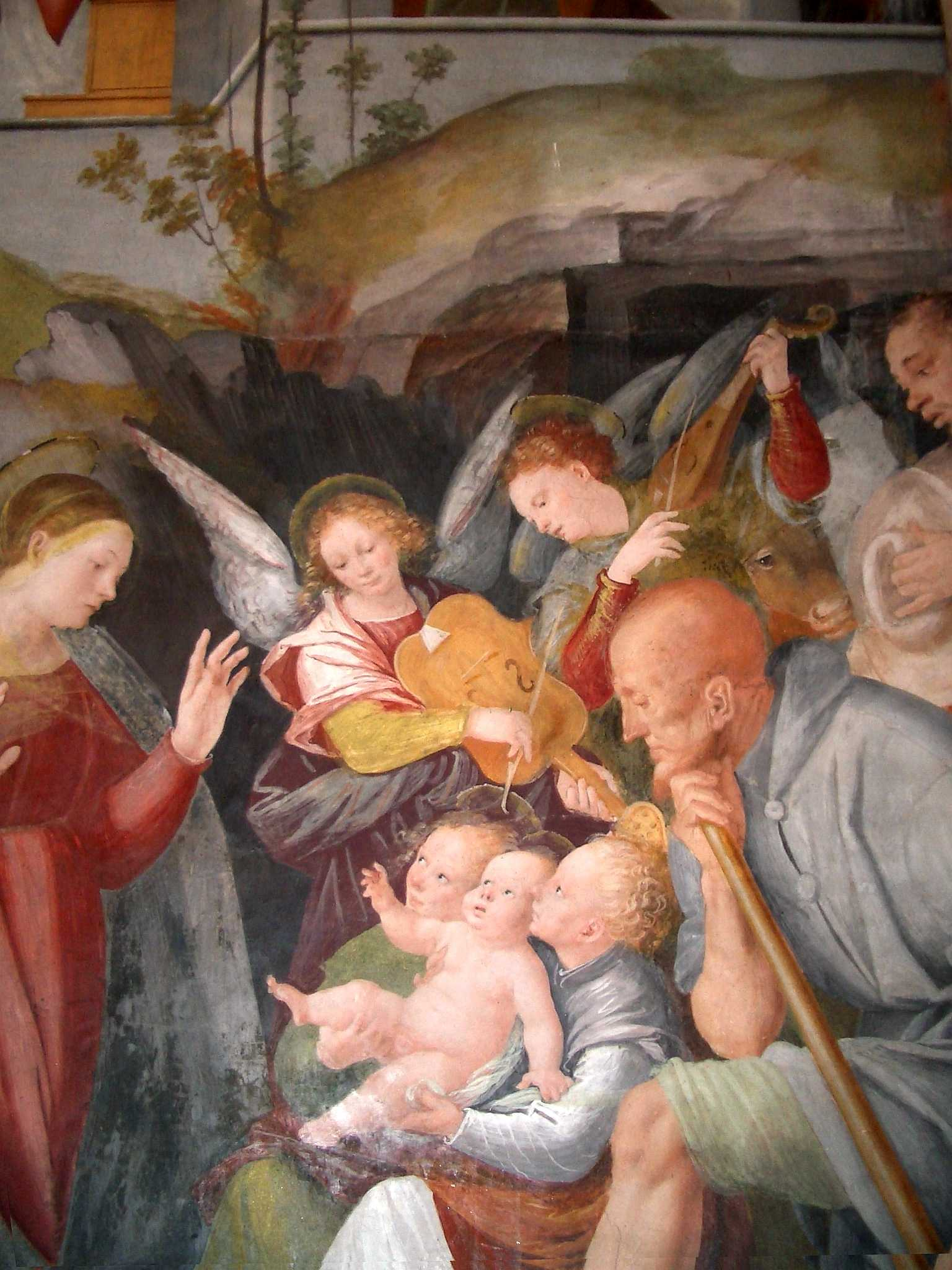
Gaudenzio Ferrari c1533
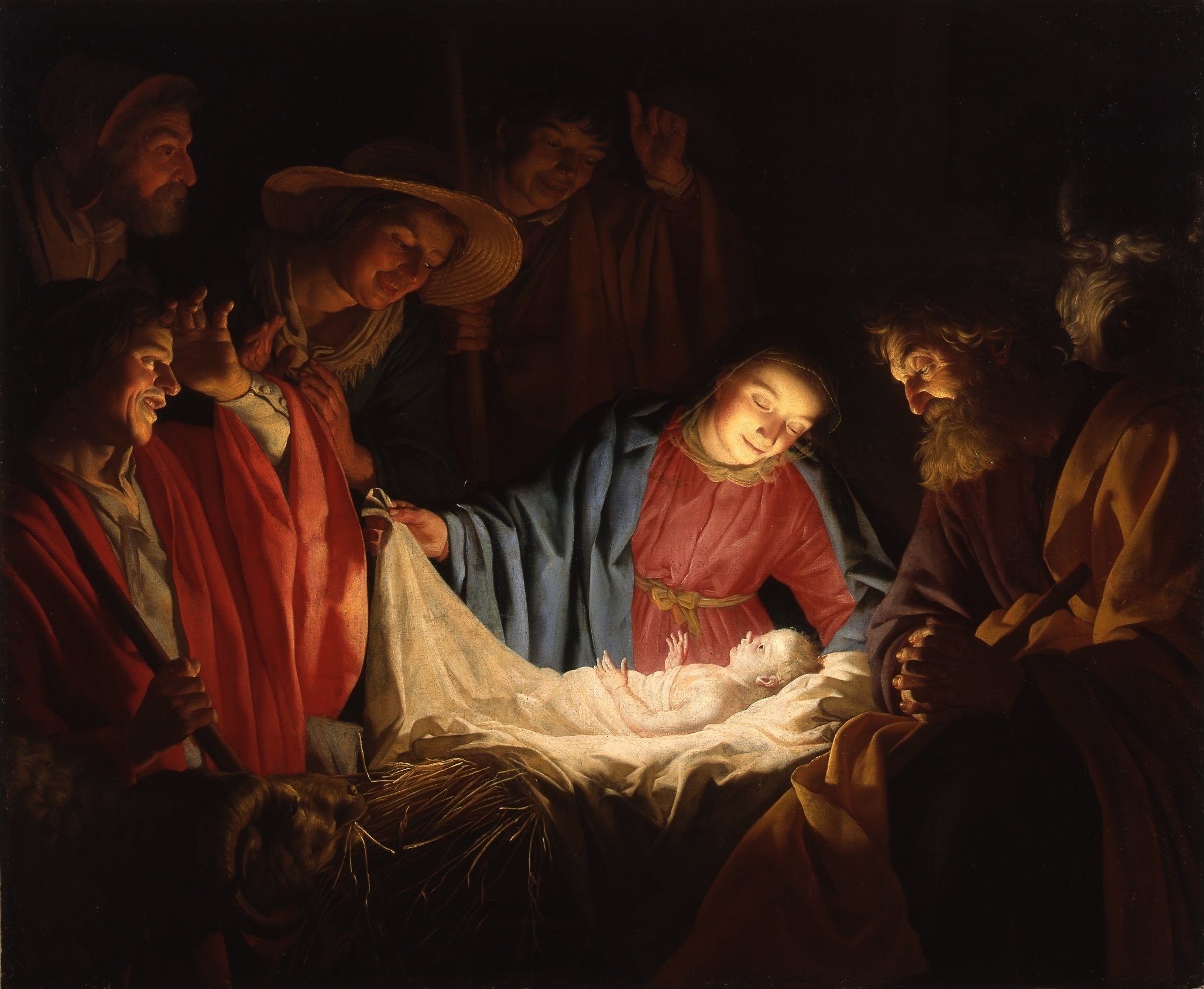
Gerard van Honthorst, 1622
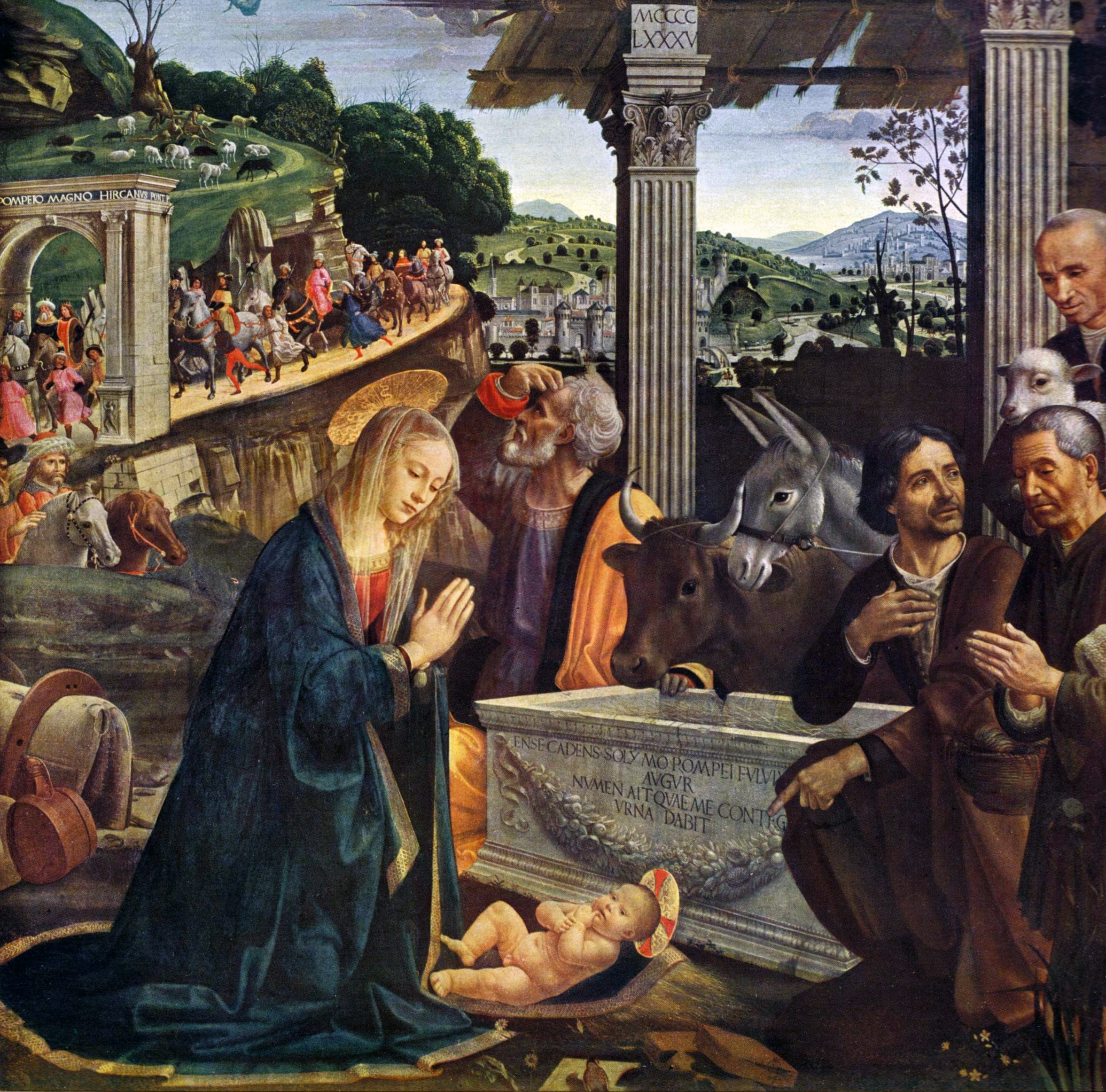
Domenico Ghirlandaio, 1485
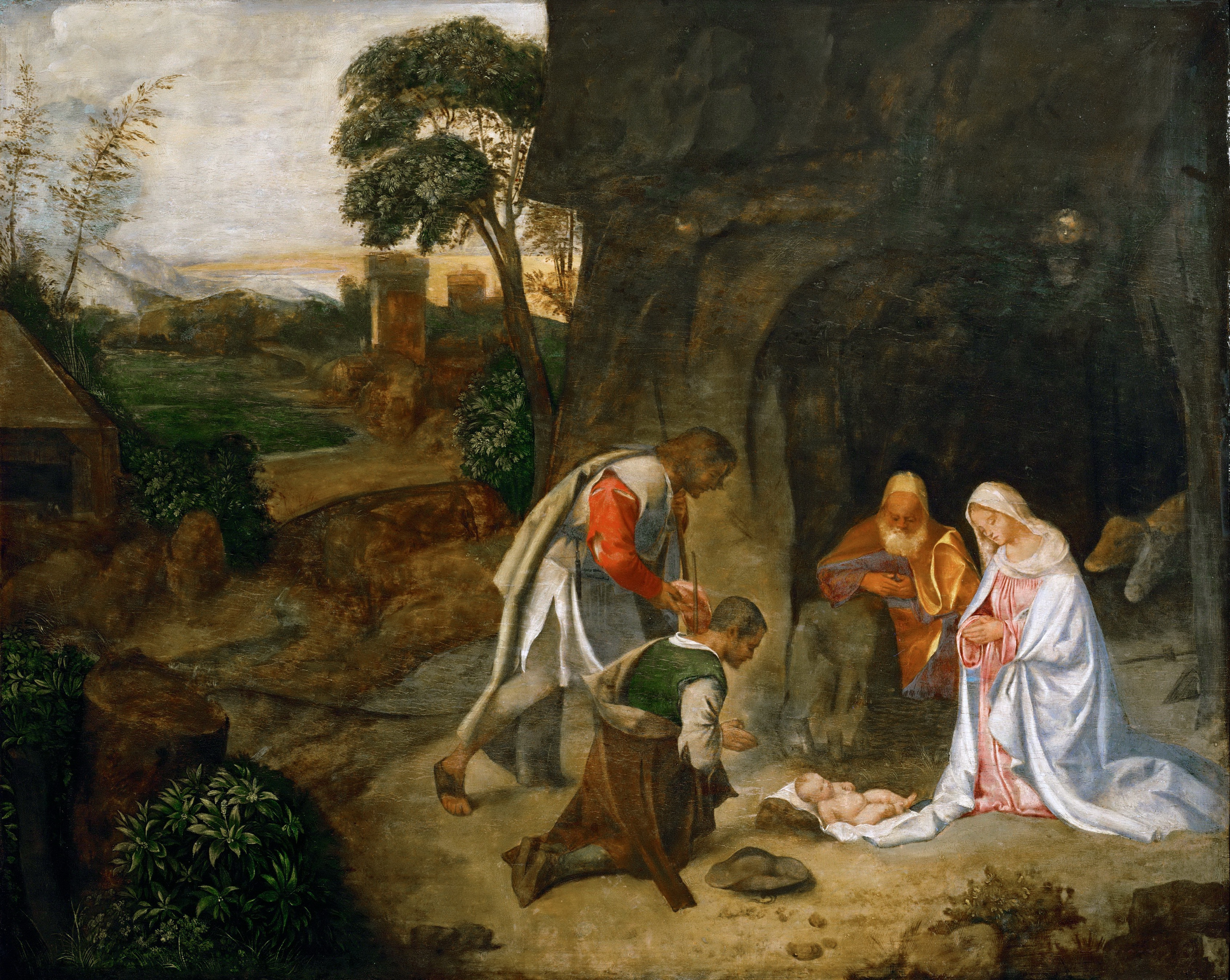
Giorgione, 1510

### Pinturas de Madonna

#### Anteriores ao XV século

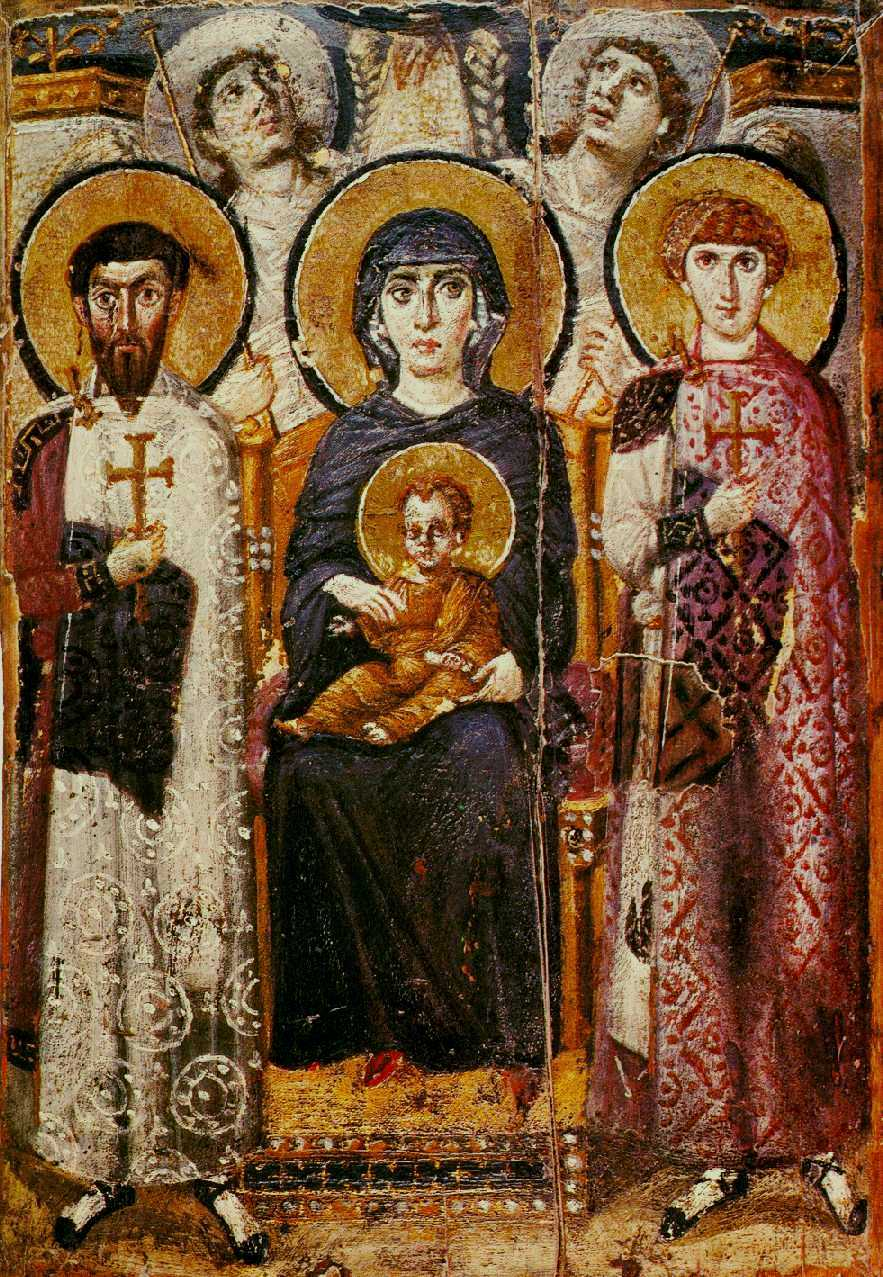
Virgem, XV século, Mosteiro de Santa Catarina
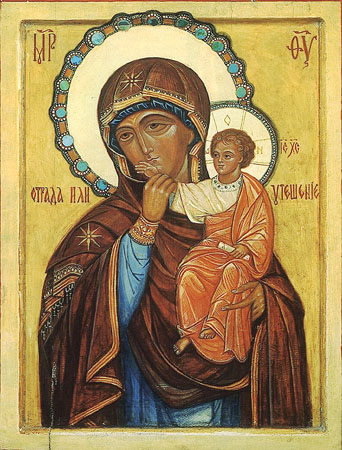
Mosteiro de Vatopedi, Monte Atos, Grécia, pre-870
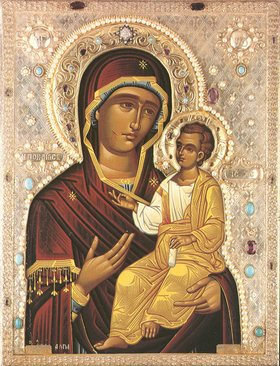
Ícone Theotokos (Rússia) século X.
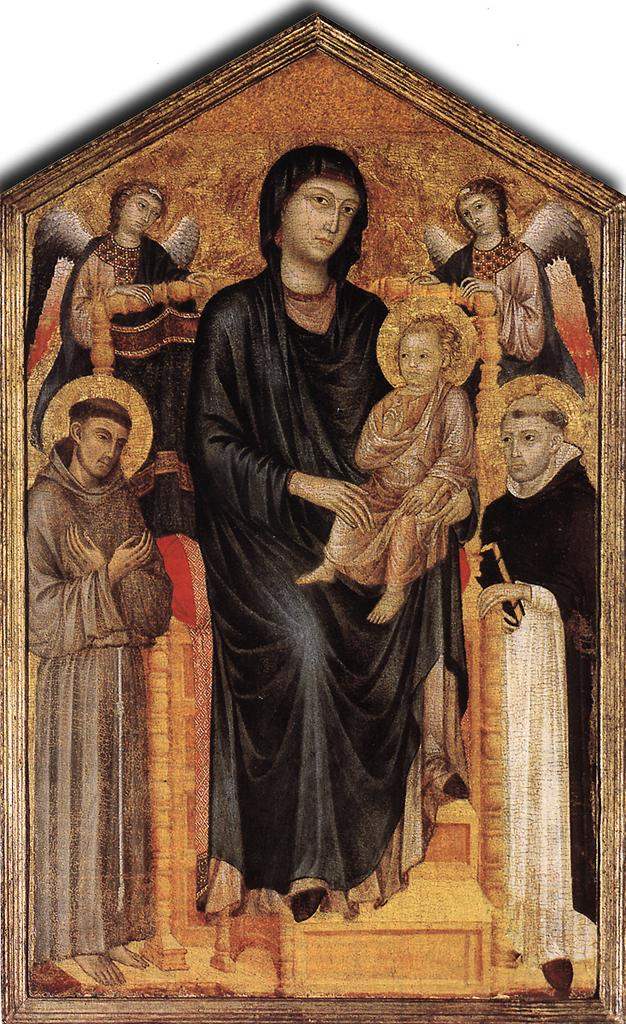
Madonna, Cimabue século XIII
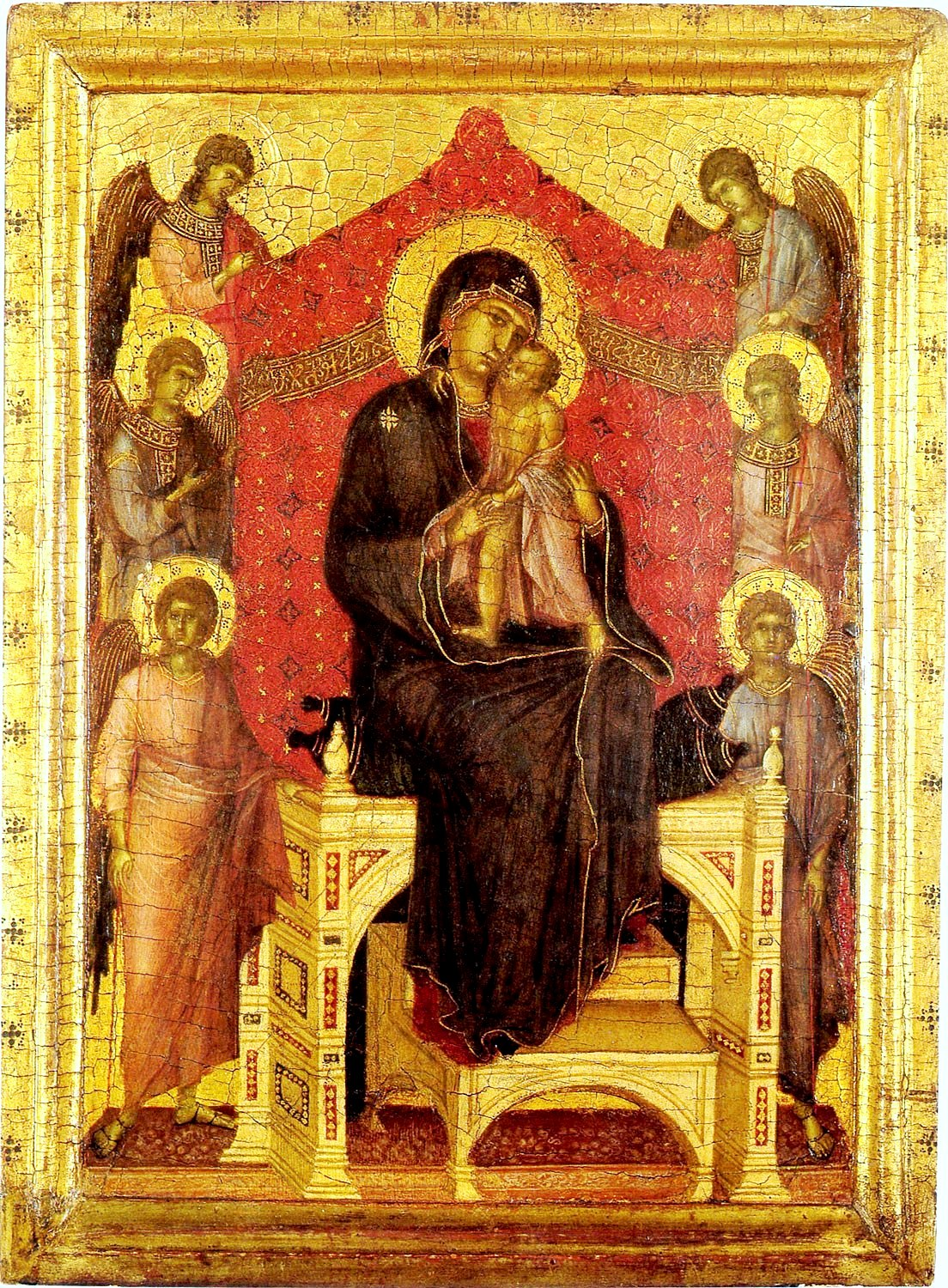
Madona e os anjos, Duccio, 1282
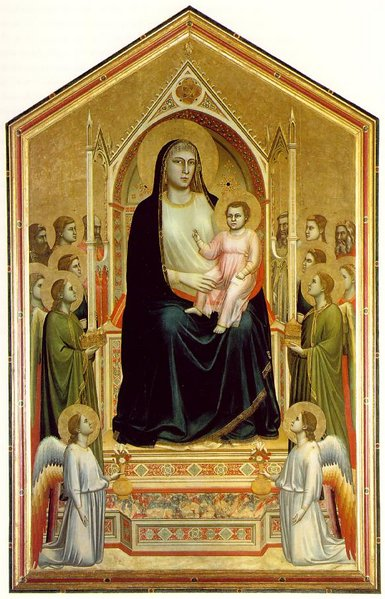
Madona, Giotto, c1300
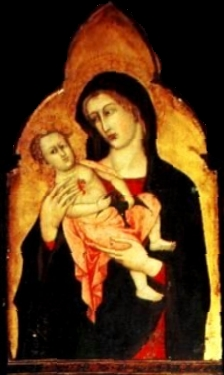
Giacomo di Mino, 1342
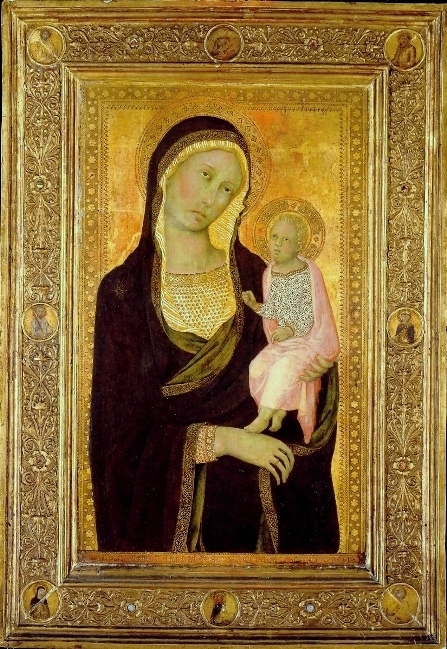
Naddo Ceccarelli, 1347

#### XV e XVI séculos

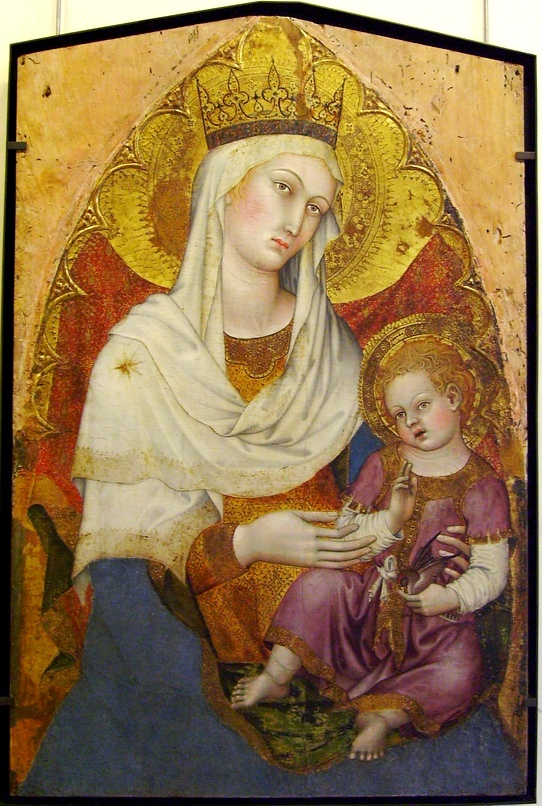
Taddeo di Bartolo 1400–1405
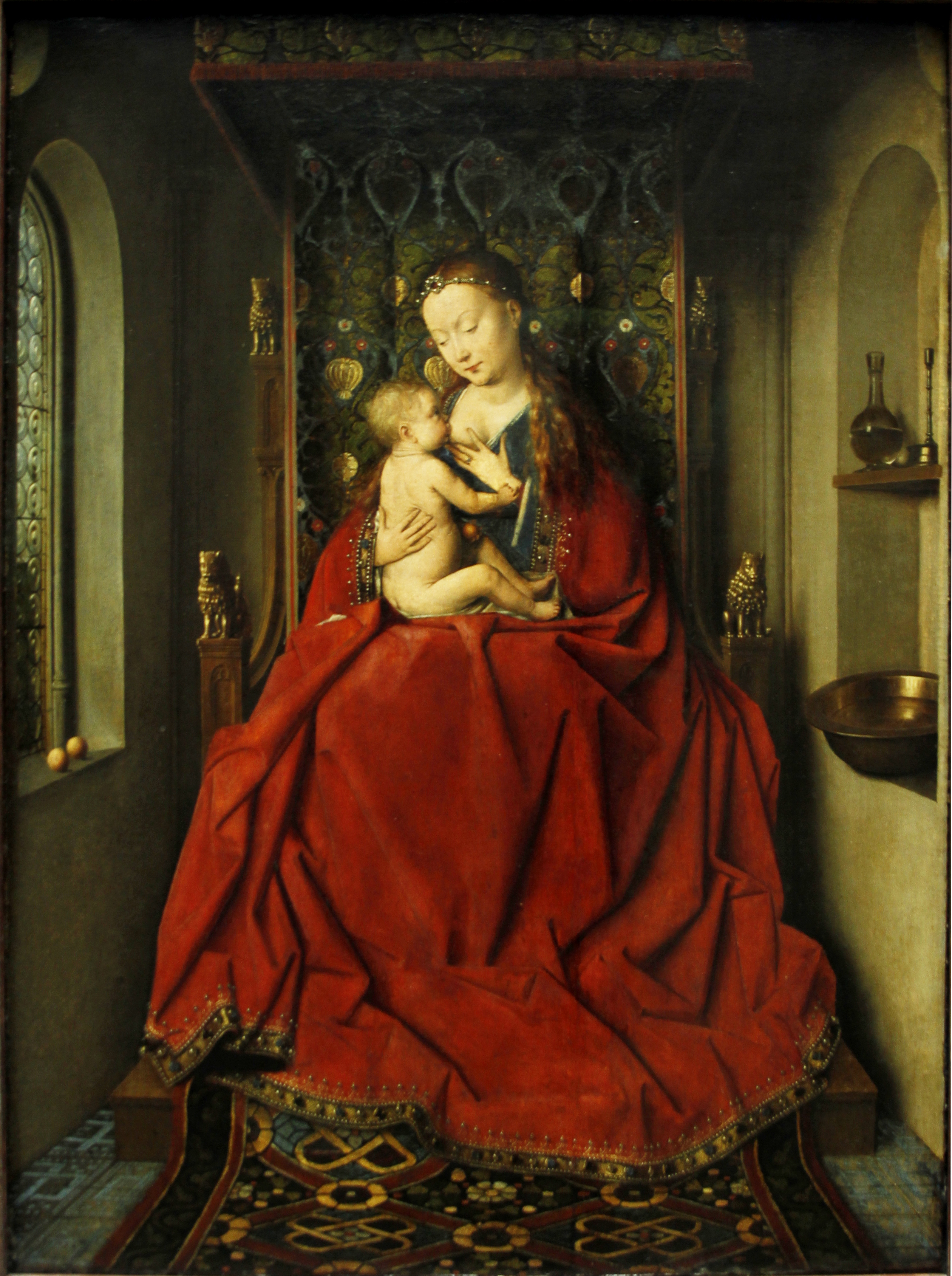
Jan van Eyck's Lucca Madonna, as Throne of Wisdom, 1430
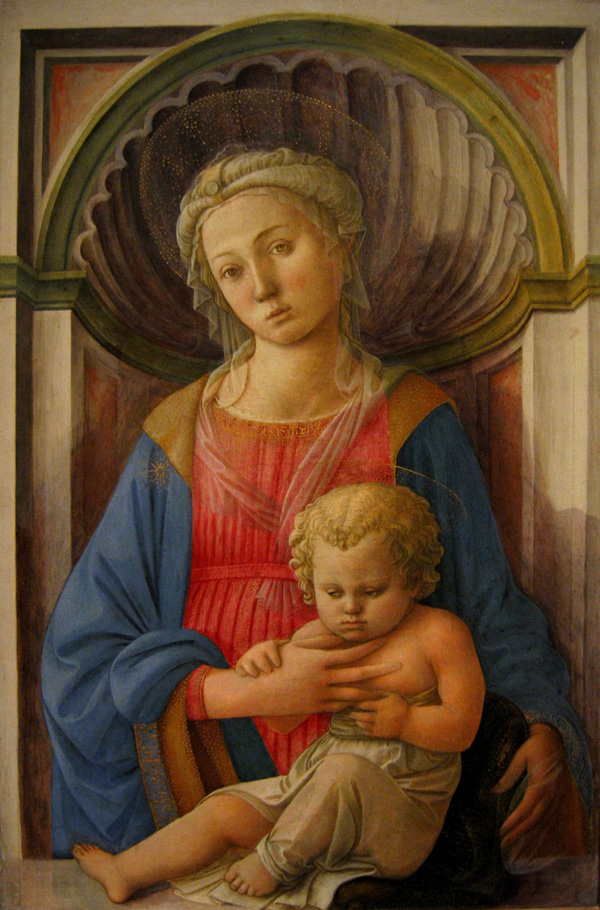
Madonna and Child, Filippo Lippi 1440–1445
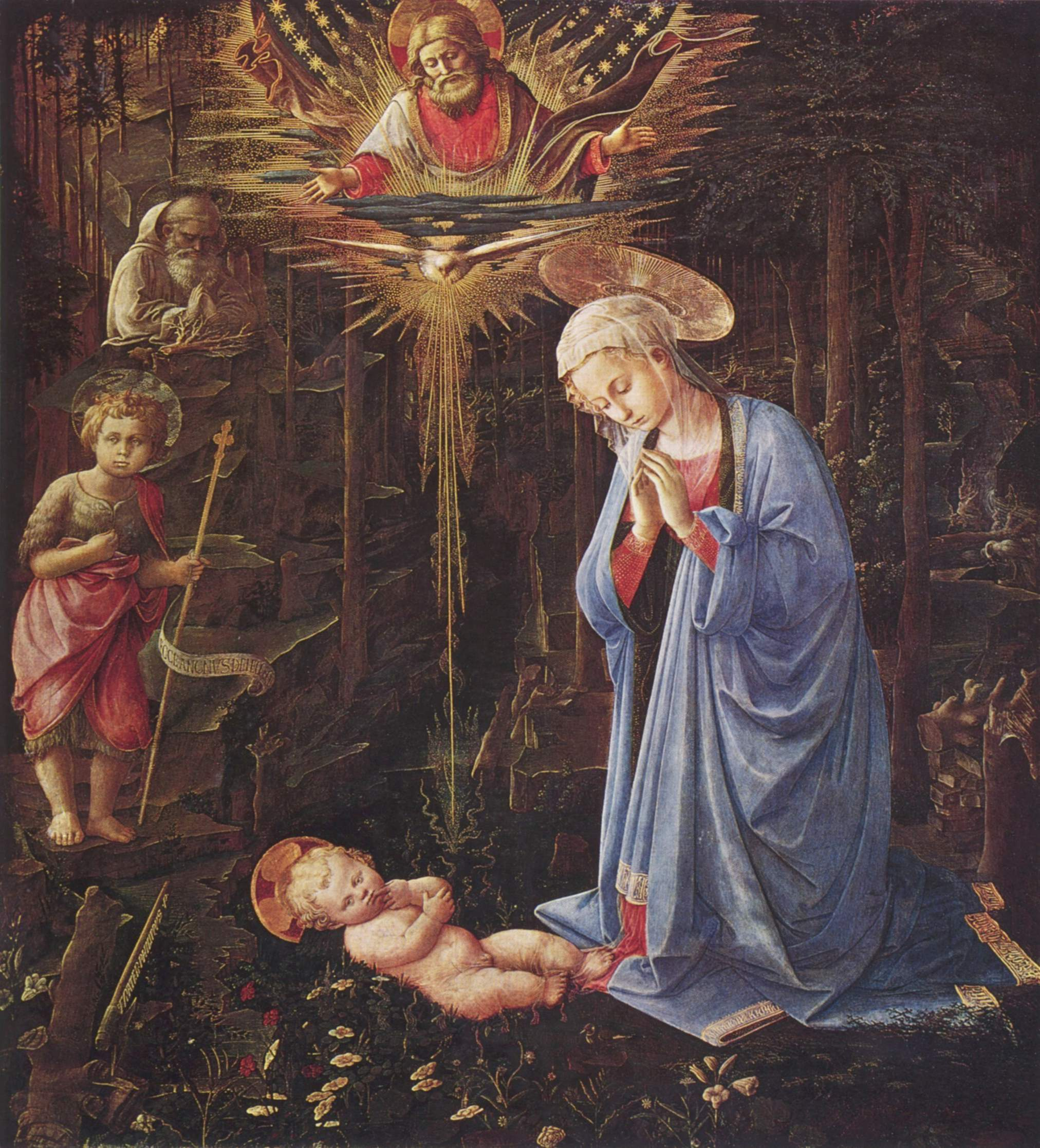
Madonna, with God the Father in evidence, Filippo Lippi, 1459
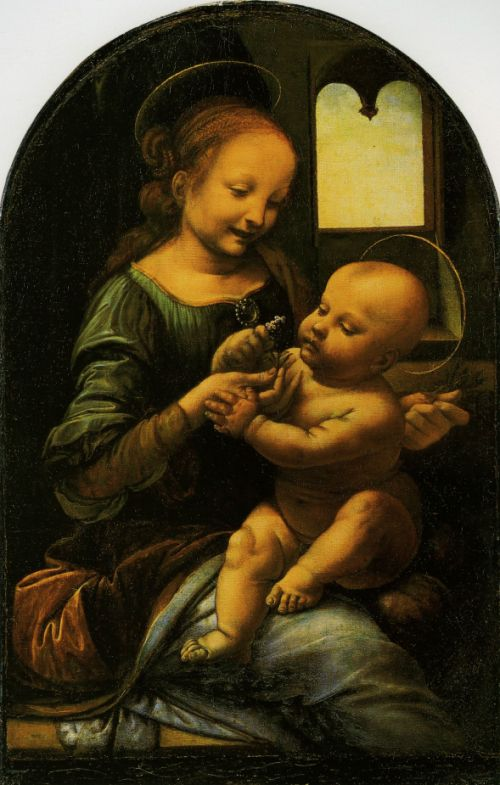
Benois Madonna, Leonardo da Vinci, 1475
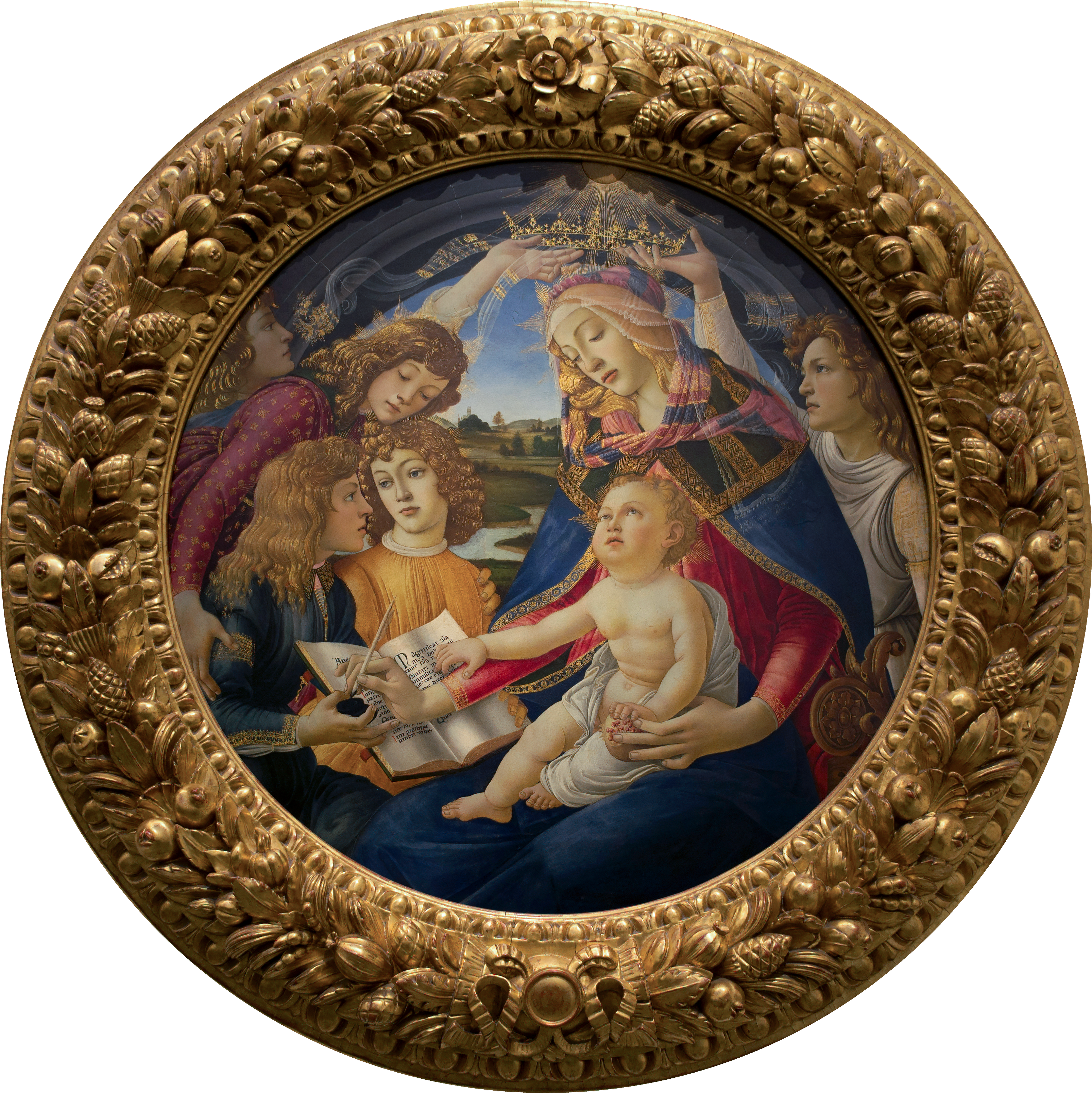
Magnificat Madonna, Botticelli, 1481
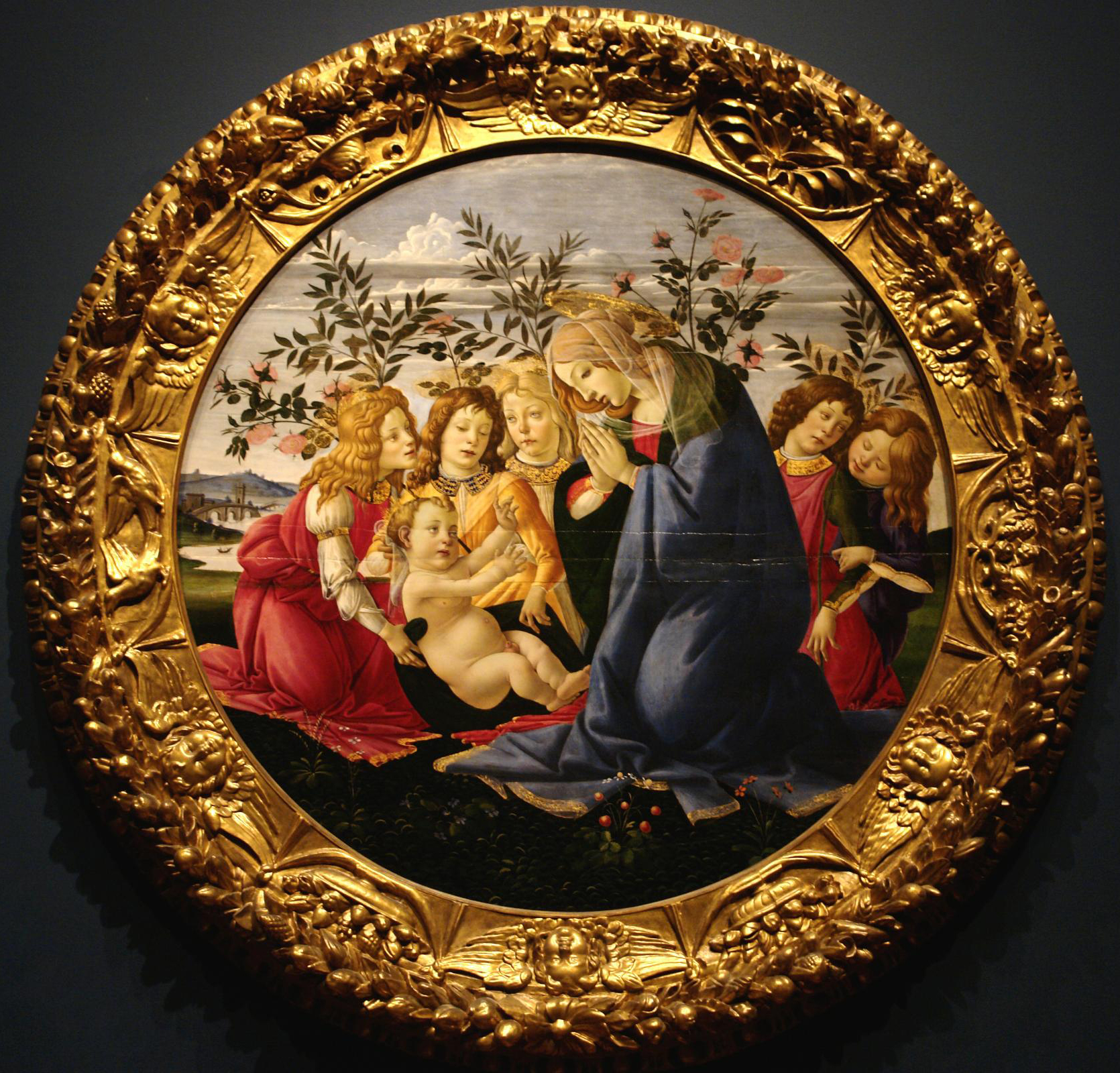
Madonna and five angels, Botticelli, c1485–1490
The Glorification of the Virgin, Geertgen tot Sint Jans, c. 1490–1495
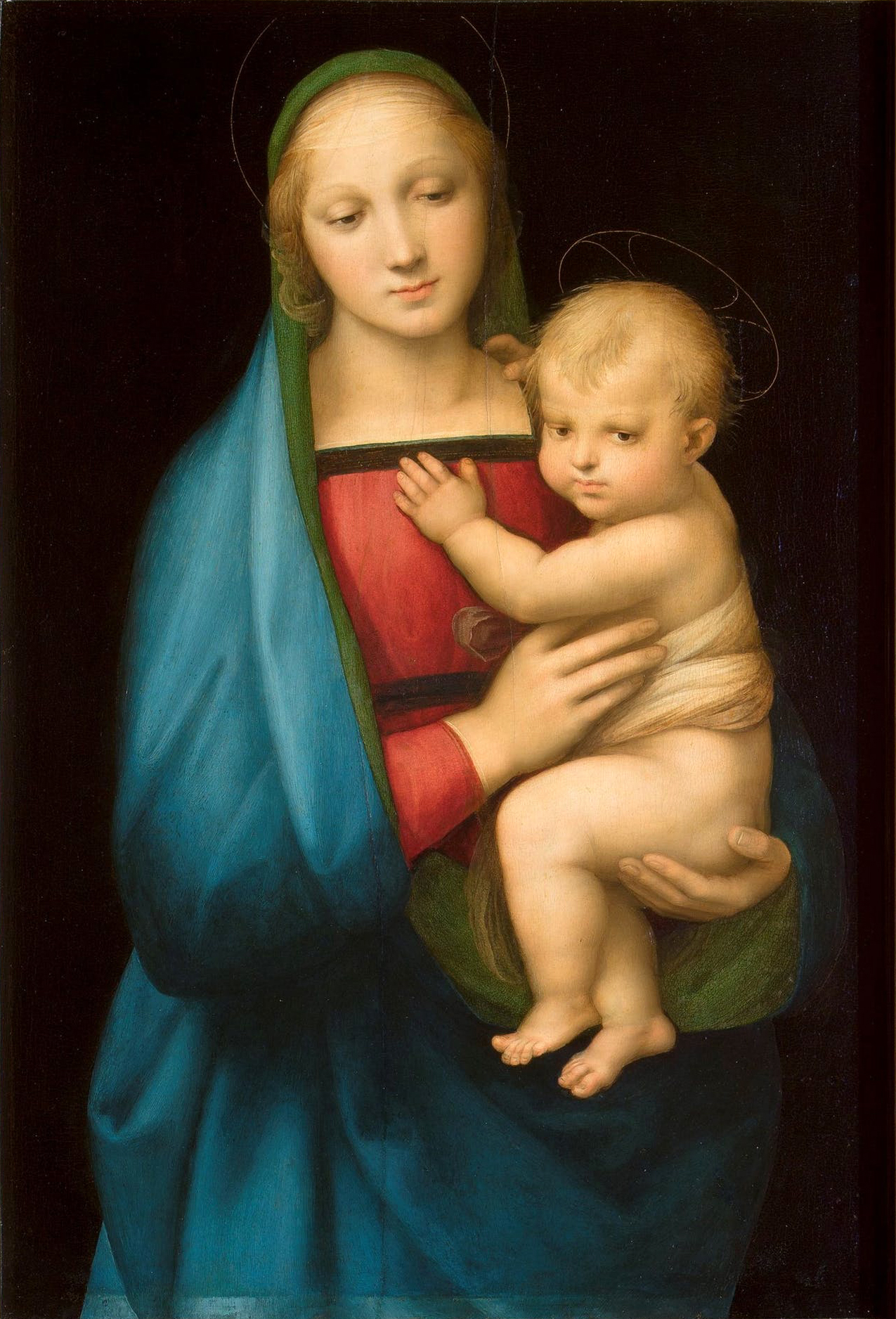
Madonna del Granduca, Raphael, 1505
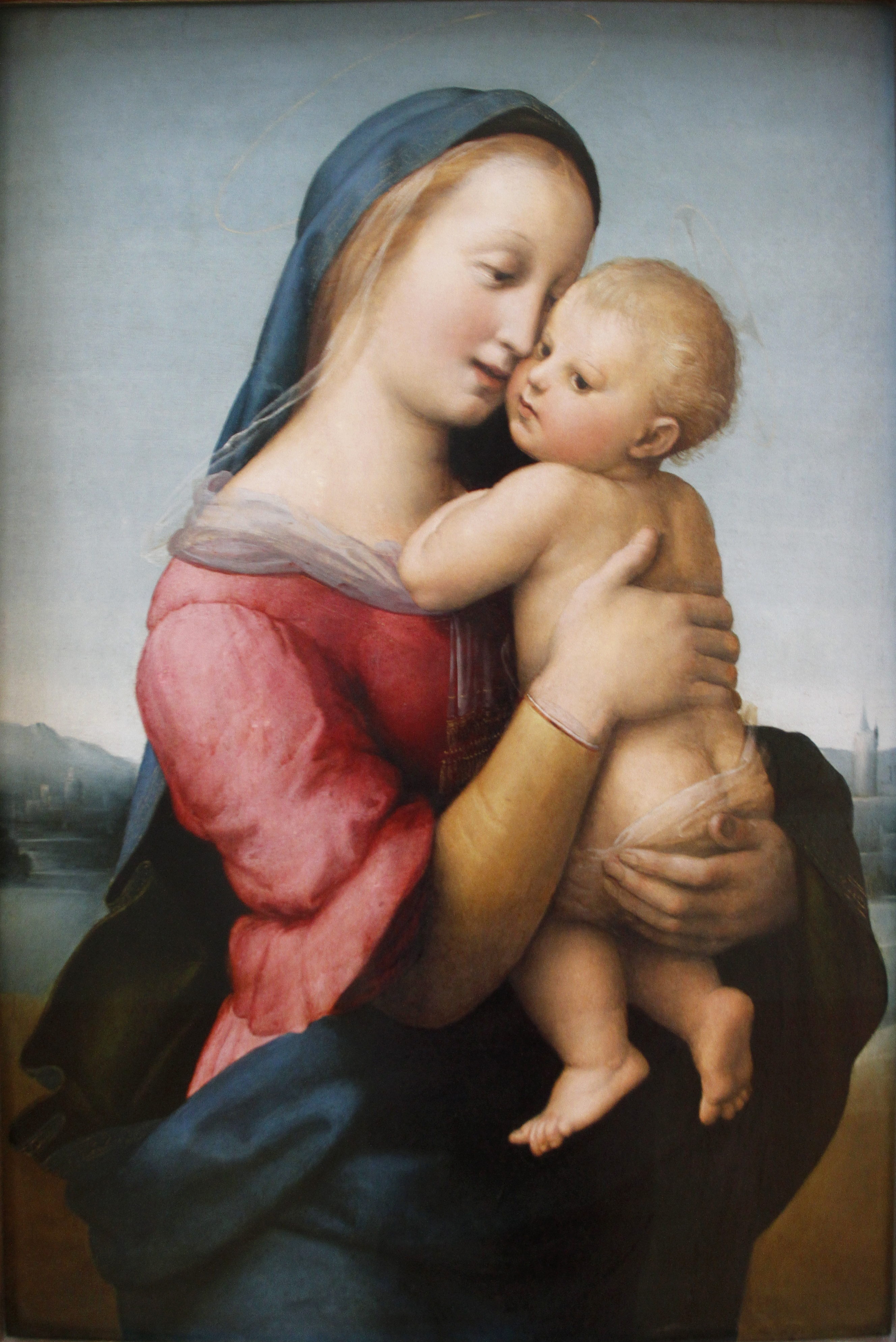
Tempi Madonna, Raphael, 1508
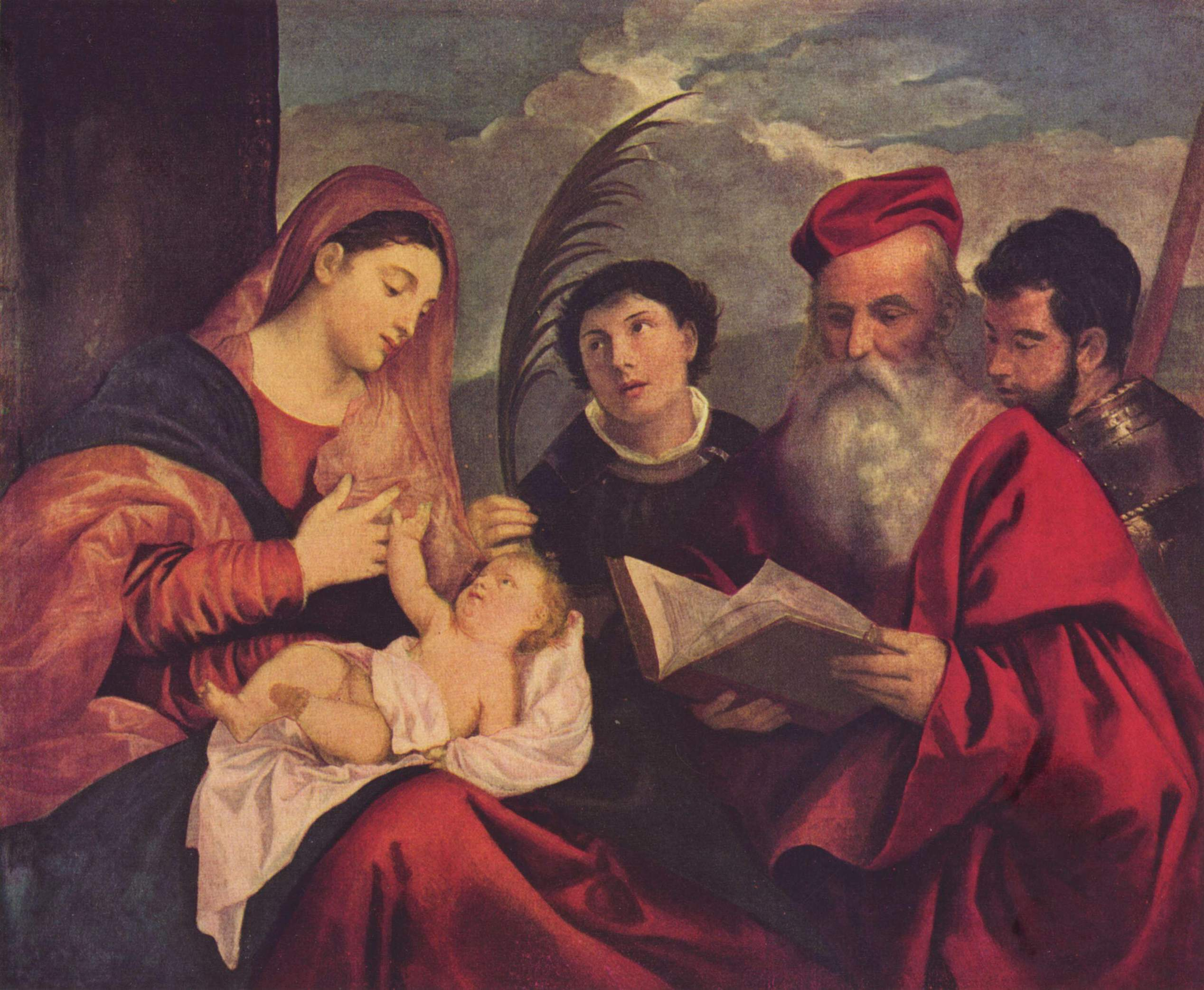
Titian, 1520

#### Posteriores ao XVI século

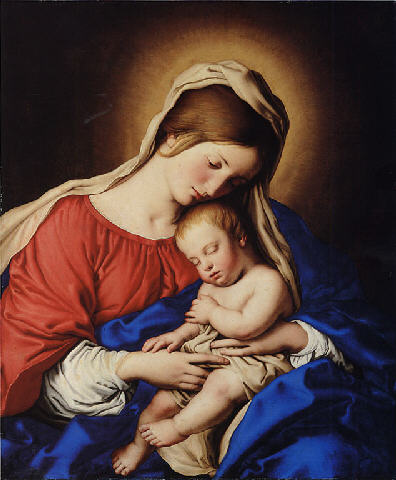
Madonna and Child by Sassoferrato, 17th century
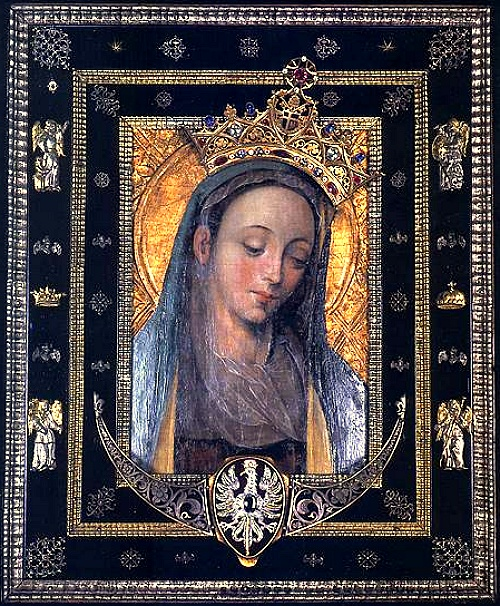
pl, Poland, 1671
Dolorosa, Murillo, 1665
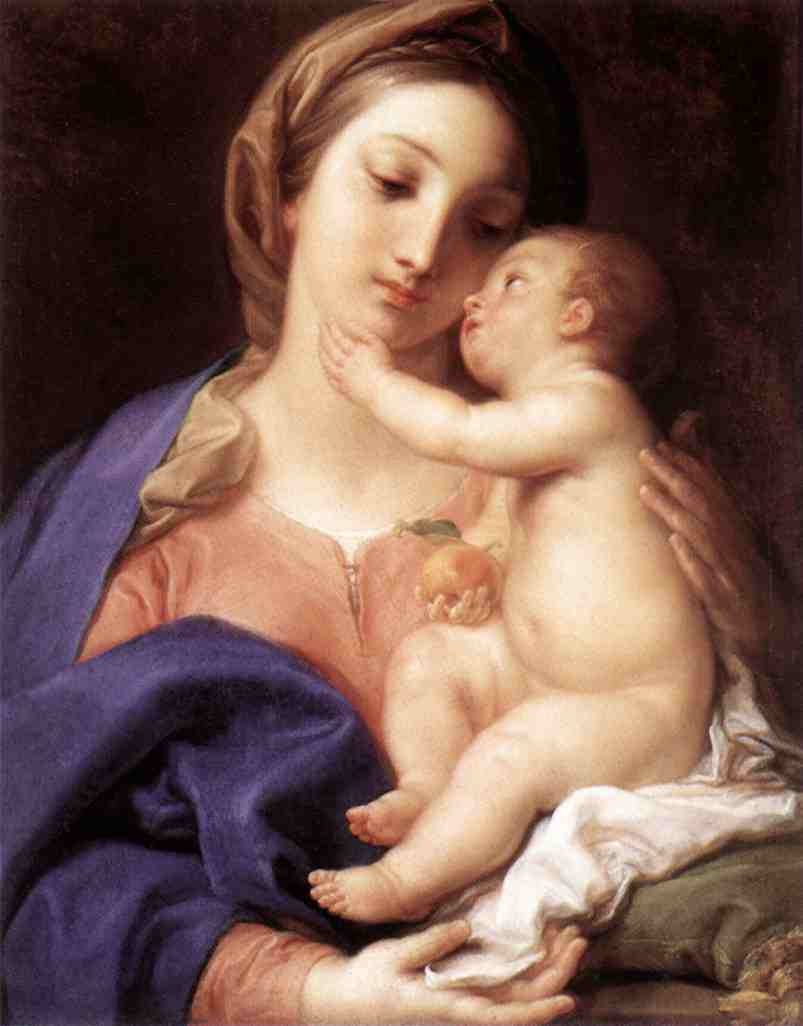
Madonna, Pompeo Batoni, 1742
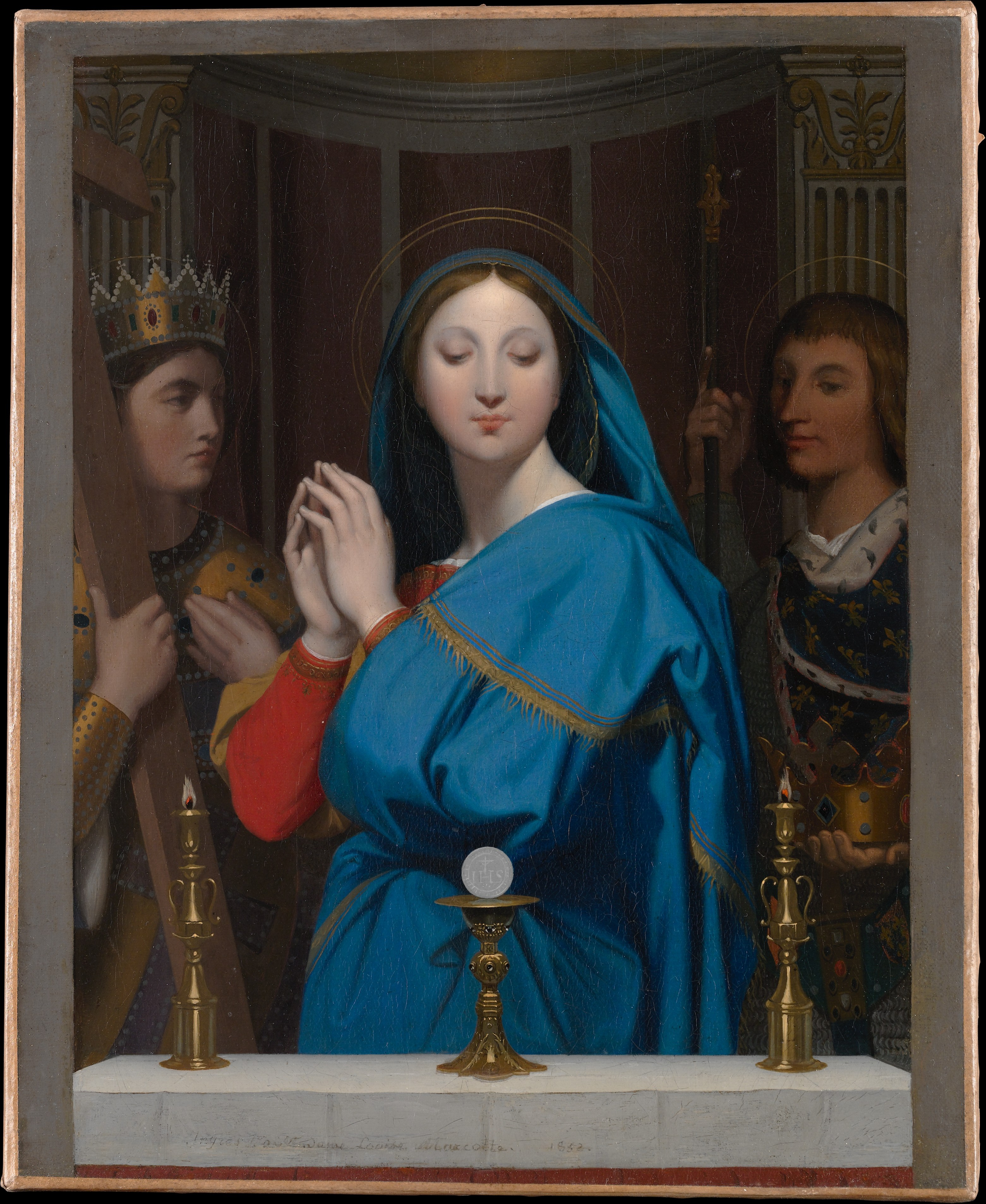
Virgin of the Host, Dominique Ingres, 1852
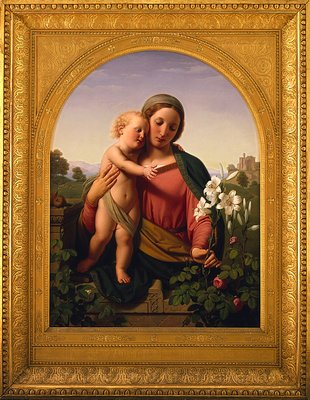
Franz Ittenbach, 1855
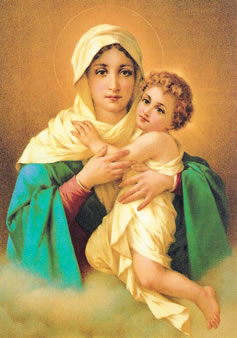
Our Lady of Schoenstatt, Luigi Crosio, 1898
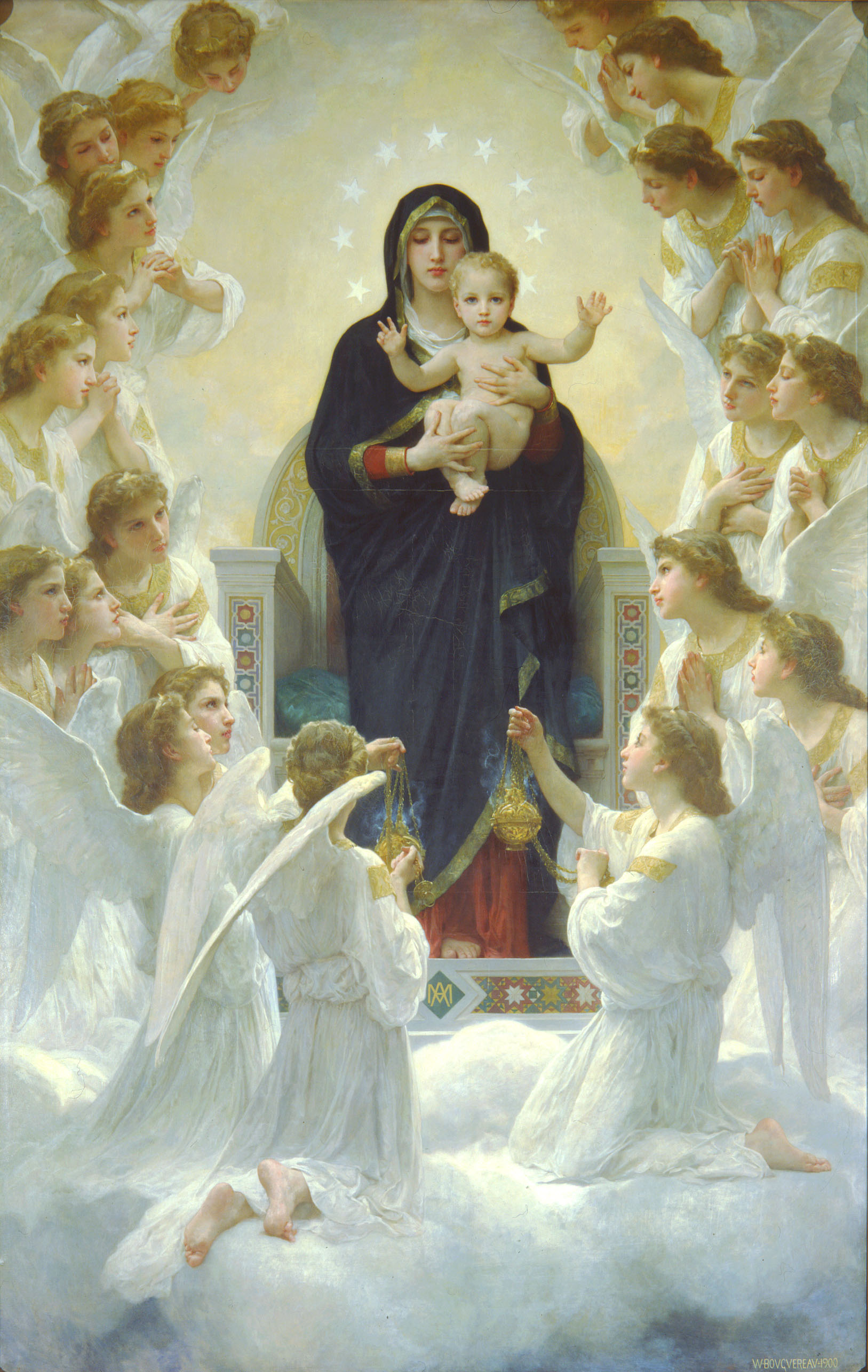
Queen of the Angels, Bouguereau, 1900

## Leitura Adicional
- Jenner, Henry, Mrs. Our Lady In Art.. Chicago: Chicago, A.C. McClurg & Co., 1910. Acessível em Internet Arquive (Domínio Público).